# シビュラの託宣

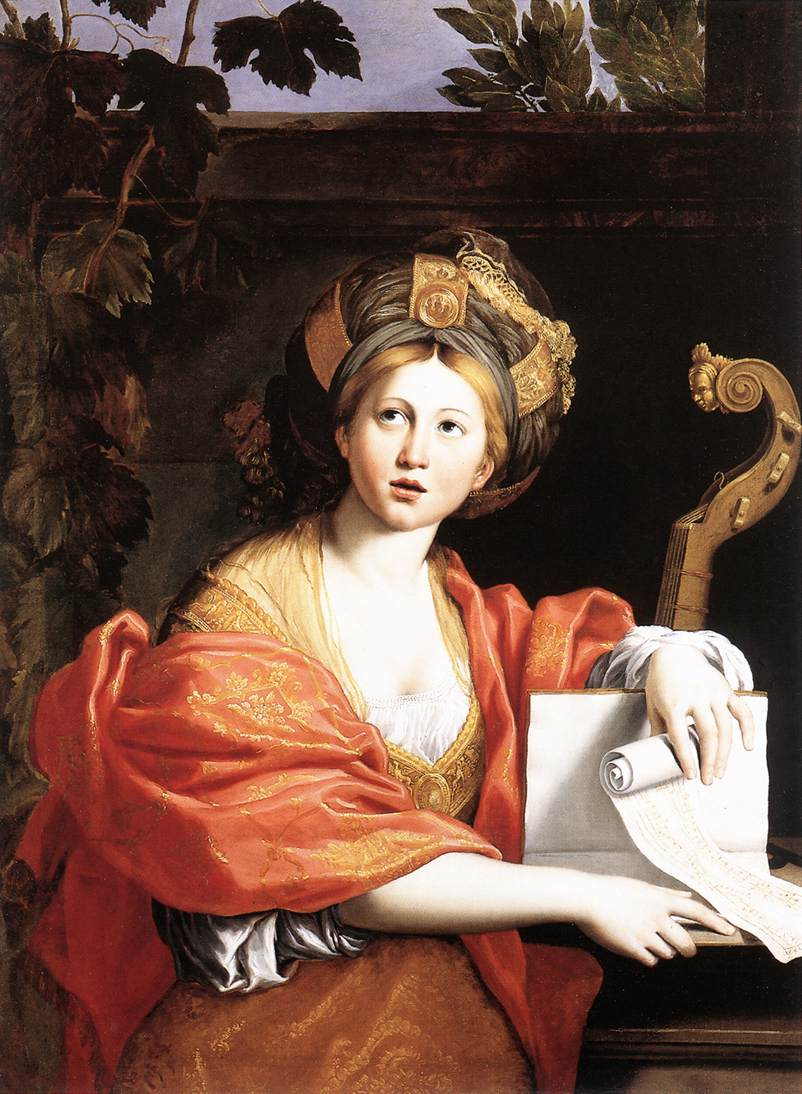
クマエのシビュラ（ドメニキーノ、1616年頃）。ボルゲーゼ美術館所蔵。

『シビュラの託宣』（シビュラのたくせん、ラテン語: Oracula Sibyllina）は、シビュラが語った神託をまとめたと主張するギリシア語の詩集である。重複分を除けば12巻分と8つの断片が現存している。
シビュラとは恍惚状態で神託を伝えた古代の巫女で、彼女たちの神託をまとめた書物としては、伝説的起源を持つ『シビュラの書』が有名である。しかし、『シビュラの託宣』はそれとは全く別のもので、『シビュラの書』の名声にあやかるかたちで紀元前140年以降少なくとも数世紀にわたり、ユダヤ教徒たちやキリスト教徒たちによって段階的にまとめられてきた偽書である。そこに含まれる歴史的事件に関する予言の多くは、後述するように単なる事後予言に過ぎない。
この文献は部分的に旧約偽典や新約外典に含まれ、古典時代の神話だけでなく、グノーシス主義、ギリシア語を話すユダヤ教徒たちの信仰 (Hellenistic Judaism)、原始キリスト教などに関する貴重な情報源の一つとなっている。分類上は黙示文学に属し、散りばめられた詩句には、『ヨハネの黙示録』や他の黙示文学との類似性が指摘されているものもある。

## 背景
『シビュラの託宣』はその題名が示すように、古代のシビュラ、そしてその著書とされた『シビュラの書』に仮託して作成されたものである。

### シビュラ

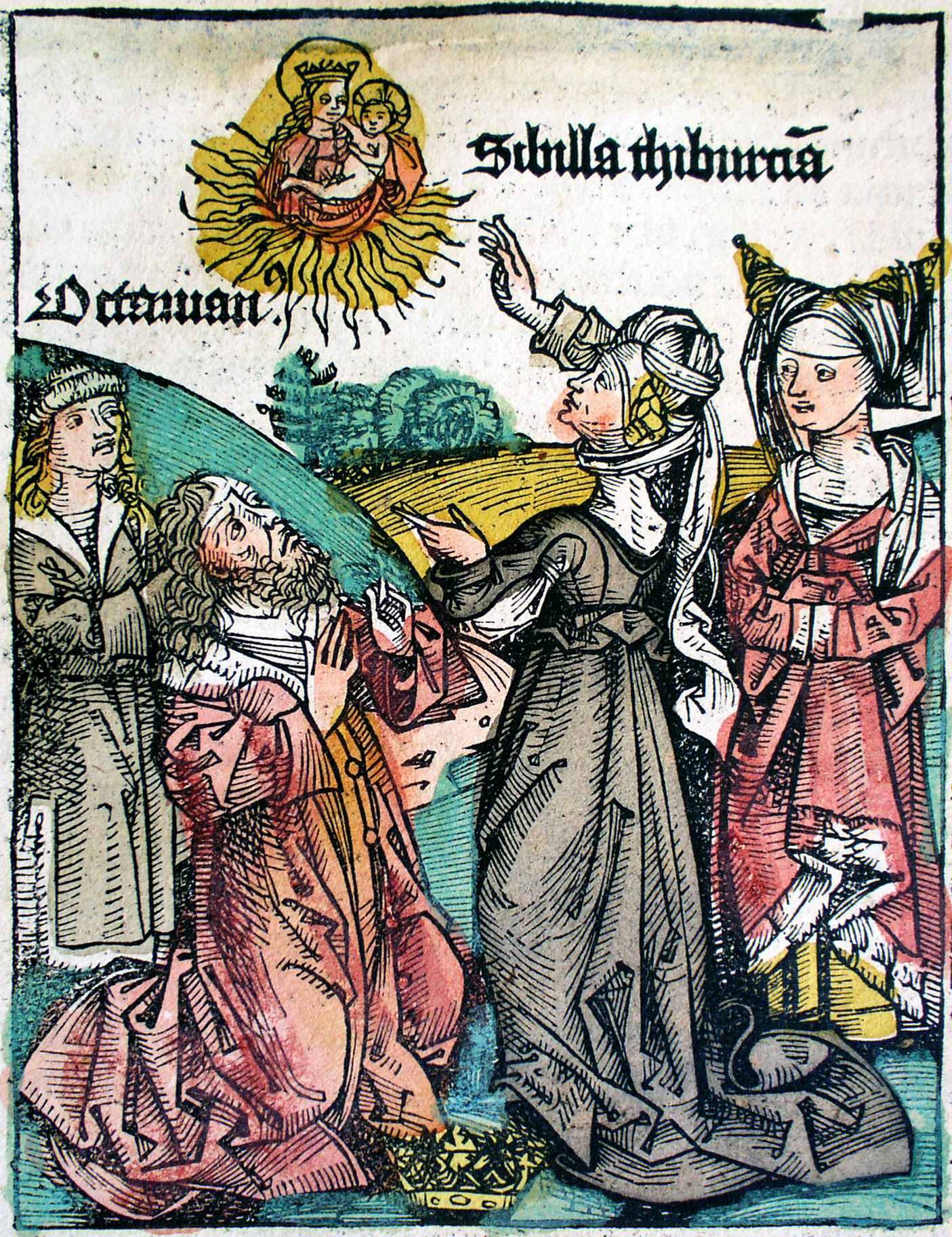
ニュルンベルク年代記（1493年）に見るティブルのシビュラ

シビュラ (Sibylla) とは、古代の地中海世界における巫女のことである。推測される起源は紀元前7世紀から前6世紀頃のイオニアだが、最古の言及は紀元前5世紀のヘラクレイトスのものとされる。エウリピデス、アリストファネス、プルタルコス、プラトンら、シビュラに言及した初期の思想家たちは常に単数で語っていたが、後には様々な場所に住むといわれるようになった。タキトゥスは複数いる可能性を示し、パウサニアスは4人とした。
ラクタンティウス (Lactantius) はマルクス・テレンティウス・ウァロ（紀元前1世紀）からの引用として、10人のシビュラ、すなわちペルシアのシビュラ、リビュアのシビュラ、デルポイのシビュラ、キメリアのシビュラ、エリュトライのシビュラ、サモスのシビュラ、クマエのシビュラ、ヘレスポントスのシビュラ、フリギアのシビュラ、ティブルのシビュラを挙げた。
ローマで最も尊ばれたのは、クマエとエリュトライのシビュラであった。クマエのシビュラは、『シビュラの書』をローマに持ち込んだと伝えられ、ウェルギリウスの『牧歌』などでもその名が挙げられている（後述）。エリュトライのシビュラは、ラクタンティウスが現在『シビュラの託宣』の「断片」として知られる箇所から引用する際に、常に神託を述べた者として挙げていた。
中世に重視されたのはエリュトライのシビュラとティブルのシビュラで、後者は4世紀の成立ともいわれる『ティブルティナ・シビュラ』（ティブルのシビュラの託宣）などの予言書の作成にも結びついた。ただし、その文献は『シビュラの託宣』と直接的に繋がるものではない。
なお、中世後期になるとエウロパのシビュラとアグリッパのシビュラを追加して、12人とする文献も現れた。

### 『シビュラの書』

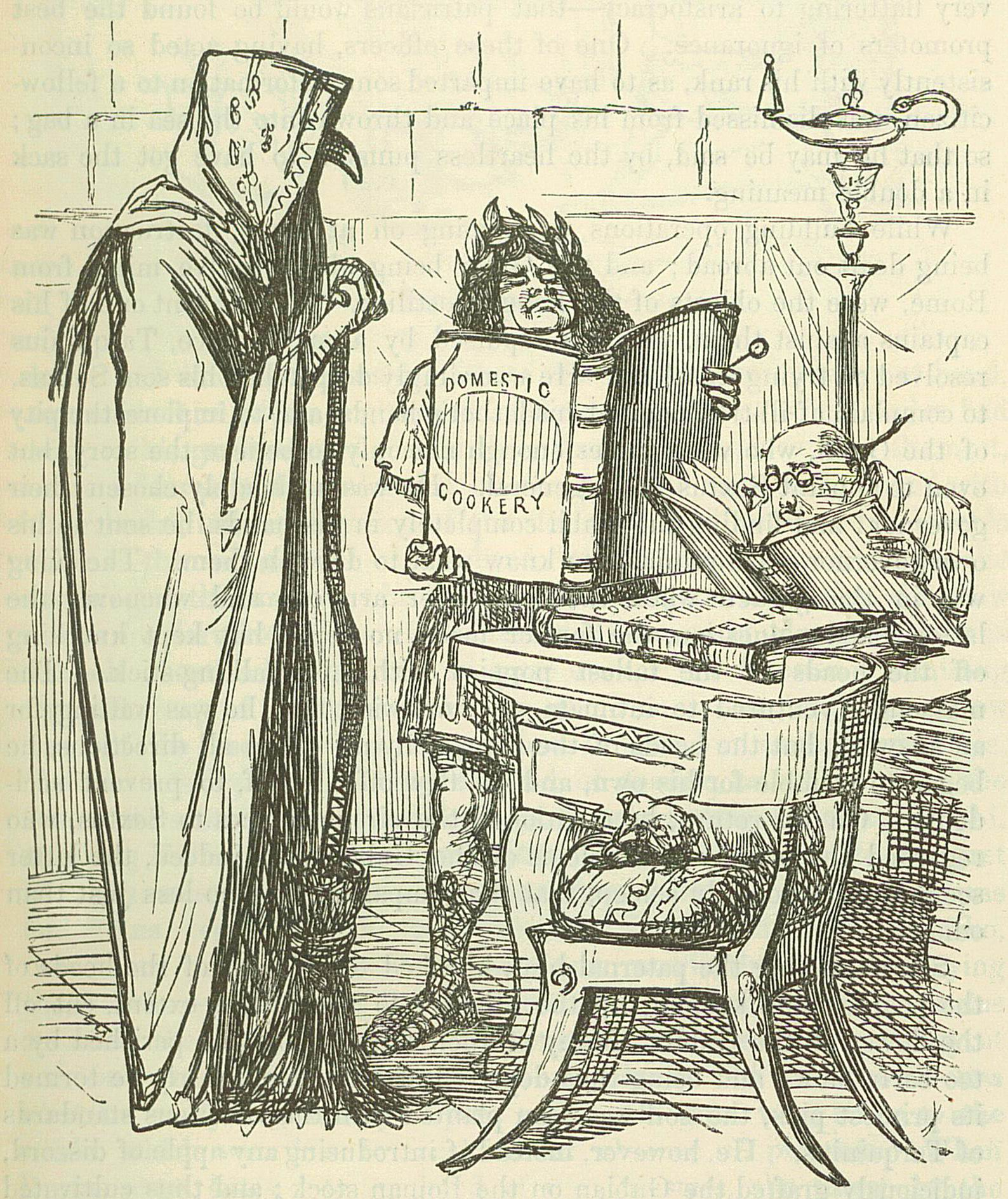
タルクィニウス王に『シビュラの書』を売るクマエのシビュラ

古代ローマにおいて『シビュラの書』として知られる文書があった。ハリカルナッソスのディオニュシオス、ウェルギリウス、ラクタンティウスなどは、元はギリシアないし小アジアに起源を持つとされるその文書が、クマエを経由してローマに持ち込まれた経緯を、以下のように伝えている。
クマエのシビュラがローマ王タルクィニウス（タルクィニウス・プリスクスないしタルクィニウス・スペルブス）に、9巻本の託宣を900ピリッポスで売ろうと持ちかけた。タルクィニウスがその法外な高さを理由に断ると、彼女は3巻分を焼き捨てて残りを再び900ピリッポスで売ると言い出した。それも断られると彼女はさらに3巻分を焼き、残りを900ピリッポスで売ると言った。王はその提案に興味を持ち（あるいは動転のあまりに）、それを受け入れ最後に残った3巻分を言い値で買い取った。
『シビュラの書』がカピトリウムの丘にあったユピテル神殿に奉納されていたことは事実だが、上記の経緯は後に潤色されたもので史実としての裏づけを否定されている。こうした伝説の背景には、『シビュラの書』が実際にはエトルリアに起源を持つと推測されているため、それに敵愾心を持っていたローマが、自らの神託の出自をより好ましいギリシアに仮託する意図があったと指摘されている。
ユピテル神殿に奉納された『シビュラの書』は、限られた聖事担当官（当初2人、のち10人、15人と増員された）しか参照することができず、特に必要とされた場合に聖書占いのように無作為に開いたページの章句を解釈して占ったという。
この伝説的起源を持つ『シビュラの書』は紀元前83年の火災で焼失し、かわりに各地の神託を集めて新たな『シビュラの書』が編纂された。これはアウグストゥス帝の時代（紀元前12年）にパラティウムの丘のアポロン神殿に奉納されたが、408年、ホノリウス帝時代の将軍スティリコによって焚書された。結果として、古代ローマで参照されていた本来の『シビュラの書』の内容は、当時の著書でごくわずかにそこからの抜粋と主張する詩句が引用されたりはしているものの、ほとんど伝わっていない。

## 成立

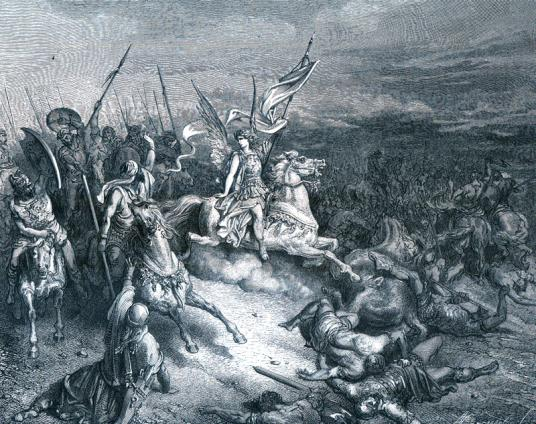
マカバイ戦争の情景。偽作の背景として、この勝利の後押しでユダヤ人の宣教意欲が高まったことも指摘されている。

上記のセム系一神教に属さない神託が享受していた人気と影響力から、紀元前2世紀にアレクサンドリアにいたギリシア語を話すユダヤ教徒たちは同じ様式で預言をまとめ、それらをシビュラに帰したのである。それらは異教徒たちの間で、ユダヤ教の教義を宣布するために作成された。この習慣はキリスト教徒の時代になっても継続されたので、2世紀から3世紀にかけて、キリスト教徒起源で広められた新たな「託宣」が出現した。これらが現存する『シビュラの託宣』であり、つまりは本物の『シビュラの書』とは別系統で編纂されてきた偽書である。
『シビュラの書』が伝説上ギリシア起源でローマに持ち込まれたとされるために、『シビュラの託宣』もギリシア語の長短短格六脚韻 (ダクテュロスのヘクサメトロス、Dactylic hexameter) で書かれている。この詩形は古代ギリシアの叙事詩などに用いられていたもので、ホメロスなどの文体を模倣している要素が指摘されているが、その詩作品としての文学的価値は否定されている。ただし、ゼウスに用いられる枕詞を唯一神にも使うことなどは、読み手である異教徒たちが抱く神のイメージに影響した可能性が指摘されている。
こうした経緯から、『シビュラの託宣』の内容は異教的、ユダヤ教的、キリスト教的な要素に分類することができる。ただし、キリスト教的な箇所には、キリスト教徒たちがユダヤ教文書を手直ししたり加筆したにすぎない要素も少なくない。その結果、キリスト教的要素には、ユダヤ教起源の託宣と、キリスト教徒によって書き下ろされた託宣という2種類が存在している。残っている文書のどれくらいがキリスト教的でどれくらいがユダヤ教的なのかを正確に決定させることには、多くの困難が付きまとってきた。キリスト教とユダヤ教は多くの点で一致することから、キリスト教徒たちはユダヤ教徒たちの手になる部分を、修正なしに受け入れることもしばしばだったからである。
これらの託宣はもともと作者不明のものであったため、ユダヤ人やキリスト教徒たちは、自らの布教のために適宜、修正や拡大をする傾向があった。原始キリスト教においてそうした託宣の創出が一般的だったことから、ケルススはキリスト教徒を「シビュラに夢中な者たち」 (Σιβυλλισται) と呼んだ。同じような視点から、キケロやプルタルコスも「シビュラに夢中な者たち」の偽作を指摘していた。
19世紀の校訂者アレクサンドルによれば、最終的な編纂者は6世紀の人物と推測されているが、多くの部分は原著者、時代、宗教的信条がばらばらで、相互に関連しない断片が無原則にまとめられているに過ぎない。

## 内容と成立年代
現存する『シビュラの託宣』は、重複する分を除けば実質的に12巻で構成され、時代の異なるさまざまな書き手が、異なる宗教的概念に従って作り上げてきたものである。それゆえ、統一的な話の筋道やモチーフは存在しない。歴史的事件に基づく事後予言は多いが、それとて時系列的に提示することが意識されている箇所ばかりではない。歴史的な関心はユダヤ教部分に強い一方、キリスト教部分はやや弱いことも指摘されている。
ただし、ユダヤ教色が強いかキリスト教色が強いかに関わりなく、どちらの文書にもローマに対する強い敵意が共通しているとも指摘されている。
以下で各巻の内容や成立時期を見ていくが、本編に関する情報を大まかにまとめておくと以下の通りである（第9巻、第10巻、第15巻を省いた理由は本文を参照のこと）。また、見解が複数に分かれる場合は、便宜上20世紀後半以降の見解を中心にまとめているので、より詳しくは該当する各節を参照のこと。
| 巻数 | 行数 | 成立年代               | 成立場所 | おおよその傾向                   |
| ---- | ---- | ---------------------- | -------- | -------------------------------- |
| 1    | 400  | 2世紀中葉              | 小アジア | ユダヤ教の土台にキリスト教的加筆 |
| 2    | 347  | 2世紀中葉              | 小アジア | ユダヤ教の土台にキリスト教的加筆 |
| 3    | 829  | 紀元前140年頃          | エジプト | ユダヤ教的                       |
| 4    | 192  | 西暦80年頃             | シリア   | ユダヤ教的                       |
| 5    | 531  | 西暦117年から132年頃   | エジプト | ユダヤ教的                       |
| 6    | 28   | 2世紀ないし3世紀?      | シリア   | キリスト教的                     |
| 7    | 162  | 2世紀末から3世紀初め頃 | シリア   | キリスト教的                     |
| 8    | 500  | 2 - 3世紀頃            | 近東     | キリスト教的（一部ユダヤ教的）   |
| 11   | 324  | 7世紀ないし9世紀頃まで | エジプト | ユダヤ教的                       |
| 12   | 299  | 7世紀ないし9世紀頃まで | エジプト | ユダヤ教的                       |
| 13   | 173  | 7世紀ないし9世紀頃まで | エジプト | ユダヤ教的またはキリスト教的     |
| 14   | 361  | 7世紀ないし9世紀頃まで | エジプト | ユダヤ教的                       |

これらの巻は内容や成立時期のまとまりから、第1巻と第2巻、第3巻から第5巻、第6巻から第8巻、第11巻から第14巻の4つのグループに分類できる。以下では、このグループを基準にして概説を行い、併せて各巻の内容も略述する。なお、一部の巻の概説には参考として詩句の引用とともに画像を添えたが、画像はあくまでも参考程度のもので、いずれも『シビュラの託宣』そのものを直接的な主題とするものではない。

### 序文
後述するように『シビュラの託宣』の3つの写本群のうち、1つの写本群にのみ「序文」が付けられており、それが1545年の最初の印刷版でも踏襲され、現在に至っている。
序文を執筆し追加したのは、第1巻から第8巻を最初にまとめたビザンティンの人物と推測されている。そこに示された年代記がアダムから東ローマ皇帝ゼノン（在位474年 - 491年）までであることから、執筆は西暦500年前後のこととされている。
その内容は『シビュラの書』の伝説的来歴を『シビュラの託宣』の来歴とすりかえるもので、上述の10人のシビュラを列挙するとともに、そのうちクマエのシビュラによって託宣がローマに持ち込まれた経緯を説明し、それはモーセ五書などが描く天地創造や、イエス・キリストによる救済を予言する内容だったと主張している。

### 第1巻と第2巻

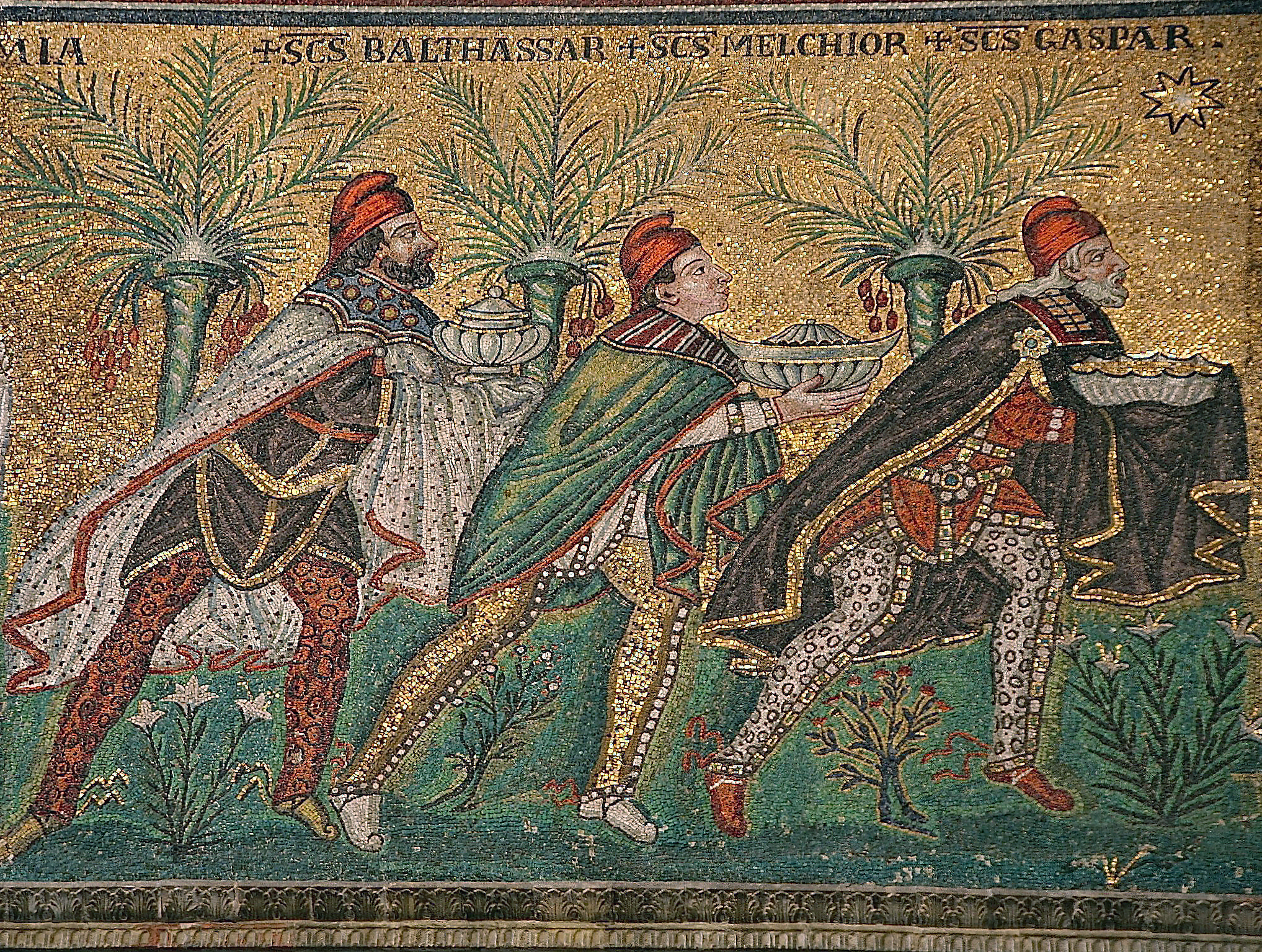
「彼のもとに祭司たちは黄金と没薬と乳香を携えてやって来る」（『シビュラの託宣』第1巻）。東方の三博士への言及。

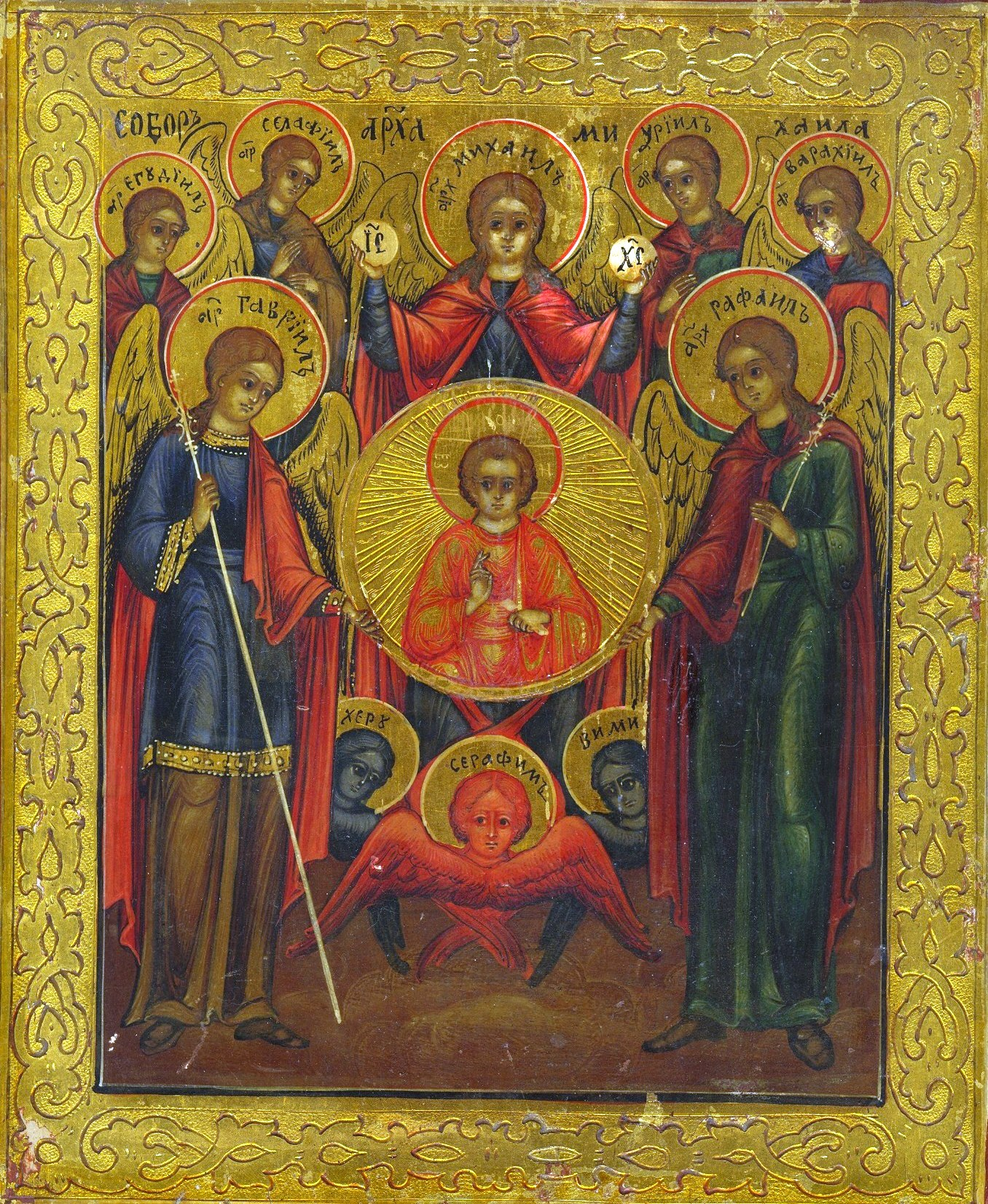
「そして不死なる神の御使いたち、ミカエル、ガブリエル、ラファエル、ウリエルがやってくる。御使いたちは人々がなした悪事を全てご存知であり、全ての魂を暗い闇から裁きのために、不死なる神の審理の場へと引き立てるだろう」（『シビュラの託宣』第2巻）。

第1巻と第2巻がユダヤ教的かキリスト教的かは過去様々な議論があったが、現在では、ユダヤ教徒が作成したものをキリスト教徒が改訂したと見なされている。その時期については大きく分けて2つの立場があり、ユダヤ教的土台もキリスト教的加筆も3世紀のこととする説と、紀元前後にユダヤ教部分が成立し、西暦150年以前にキリスト教的加筆が行われたとする説である。日本語訳を公刊した佐竹明は後者の立場を支持している。
第1巻と第2巻には、第7巻、第8巻と強い類似性を示す箇所が複数存在し、どちらがどちらを真似たと見なすのかも、こうした成立年代の問題に関わってくる。
第1巻と第2巻は小アジアのどこかで成立したと考えられている。とりわけ、第1巻のユダヤ教部分には、ノアの大洪水と関連付けてフリギアを特別視する記述が複数見られることから、ユダヤ教的土台がフリギアで成立した可能性が高いとされている。
第1巻
第1巻は400行から成っている。第1巻の中核をなす1行目から323行目まではキリスト教的要素を含んでいない。その内容は、天地創造、アダムとイヴのエデンの園からの追放、ノアの方舟など、『創世記』の物語が土台となり、10に分けられた世代のうち、7番目の世代までの歴史を辿るものになっている。
それに対し、直後に続く324行目から400行目までは明瞭にキリスト教的であるだけでなく、反ユダヤ教的でさえある。その内容は、主としてイエスの降誕や様々な奇跡、磔刑などを述べたもので、新約正典でそれらを扱っている共観福音書の記述を逸脱する要素はなく、内容的に重複する部分も少なくない。たとえば、この記事の右上で引用した東方の三博士に関する記述は、『マタイによる福音書』第2章11節が下敷きになっている。
第2巻
第2巻は347行で構成され、主として最後の審判が描写されている。内容上は第1巻と強い連続性を持っており、写本ではもともと一体のものとして扱われていた。その序盤に当たる33行目までは第1巻のユダヤ教部分と直接に繋がる内容だが、唐突に10番目の世代に飛んでおり、8番目と9番目の世代の話を欠いている。これはキリスト教的加筆を行った人物が、終末論に特に関心を寄せる一方、それ以前の世代の話題にあまり関心を持っていなかったために、省いてしまったのだろうと推測されている。
そのキリスト教的加筆は第1巻に比べてユダヤ教部分と峻別することが難しいとされるが、34行目から55行目だけは明瞭にキリスト教的とされる。56行目から148行目は擬フォキュリデス (Pseudo-Phocylides) から再録された教訓的な詩で、文脈に適合していない挿入的要素のため、写本によっては脱落している。154行目から始まる一節は、全体としてストア派の概念が混入したユダヤ教的な終末論だが、キリスト教的要素の混入の可能性も指摘されている。その描写には福音書でイエスが語る終末の光景や『第四エズラ書』など他の黙示文学と共通するモチーフが含まれ、バラキエル、ラミエル、ウリエルといった天使、ハバクク、ダニエル、エリヤといった旧約の預言者の名が挙げられる一方、タルタロス、エリュシオンといったギリシア神話的要素が織り込まれている。なお、写本によっては、バラキエルやラミエルはより一般的な天使であるガブリエルやミカエルが採用されている場合がある（右に参考画像とともに引用した章句も参照のこと。これは後述するミルトン・テリー版に基づく）。

### 第3巻から第5巻

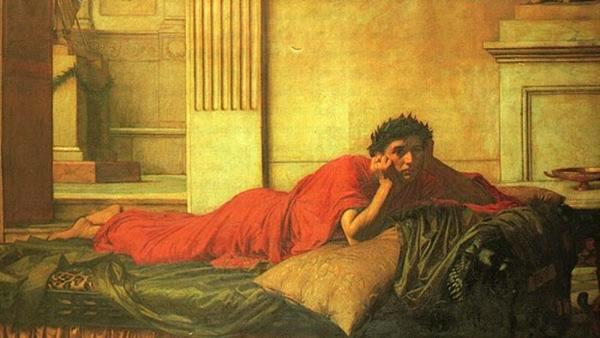
「強大な王が逃亡者のごとくに人知れずエウフラテスの浅瀬を越えて逃げていく。そして彼は母親殺しや悪しき手で行ったその他多くの行為を償うだろう」（『シビュラの託宣』第4巻）。母アグリッピナを殺したネロへの言及。

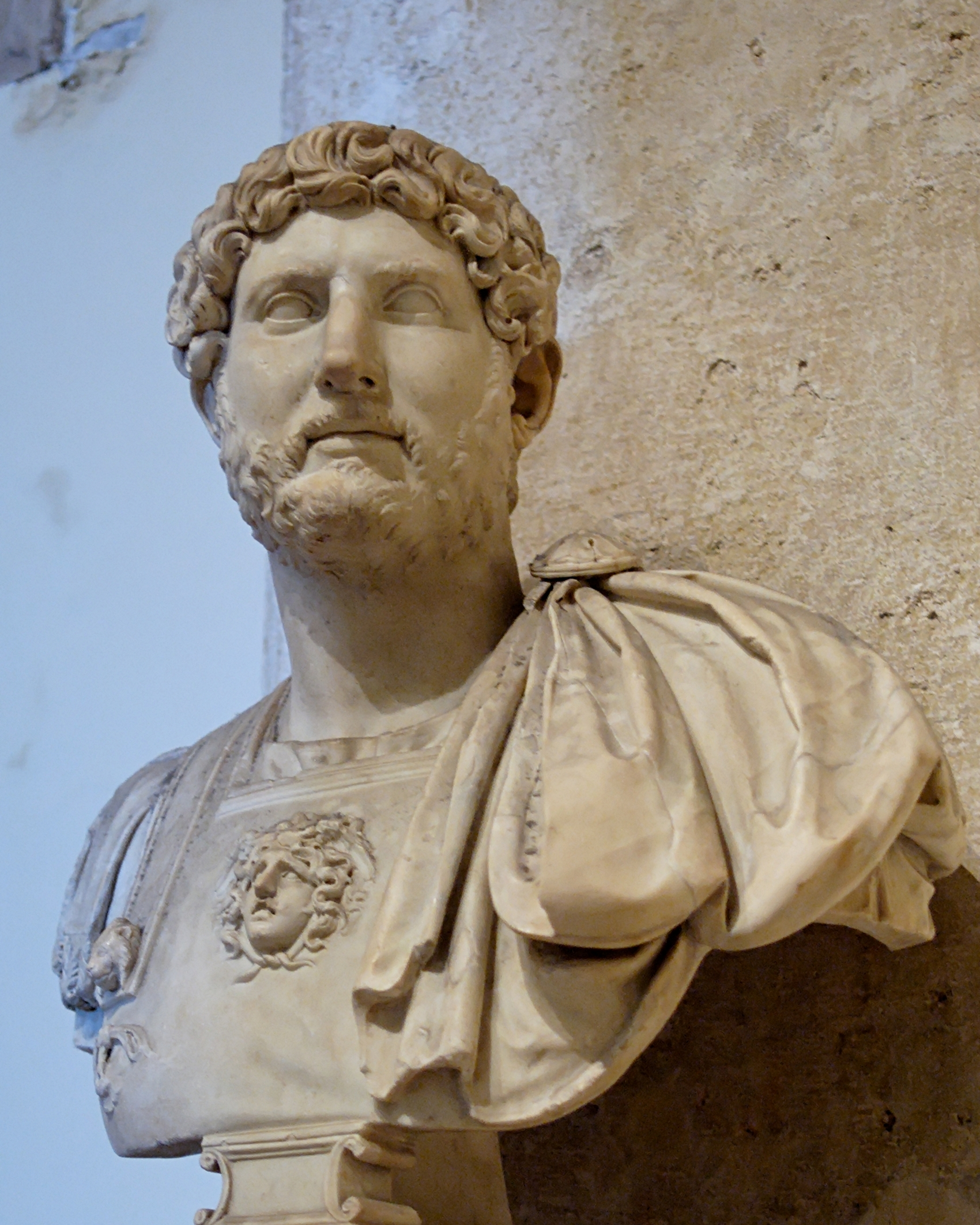
「そして彼にはある海の名が与えられよう。彼は傑出した人物で、あらゆることに気を配るだろう。そして、最も高貴で優れた黒髪の汝と、汝の若枝とに、これらの日々全てが来るだろう」（『シビュラの託宣』第5巻）。「ある海」はアドリア海のことで、ハドリアヌス帝を指す。

第3巻から第5巻まではユダヤ教色が強いとされるが、その成立年代にはかなりの開きがある。これらの巻は地中海世界のさまざまな地名を挙げ、終末において「神の民」（ユダヤ人）に訪れる救済と、異民族が直面することになる災厄を予言するものとなっている。
予言には事後予言が混じっていることも指摘されており、様々な国の著名な君主たちが登場している。彼らはゲマトリアや言葉遊びなどを利用して婉曲に呼ばれているが、そうした実在の人物や事件に引き寄せた記述は成立年代を推定する鍵となっている。なお、ホメロスやヘシオドスを模倣した要素が指摘されており、たとえば第3巻のバベルの塔を描いた箇所では、ホメロスの『オデュッセイア』と『イリアス』、それにヘシオドスの『神統記』との混合や並行が見られる。

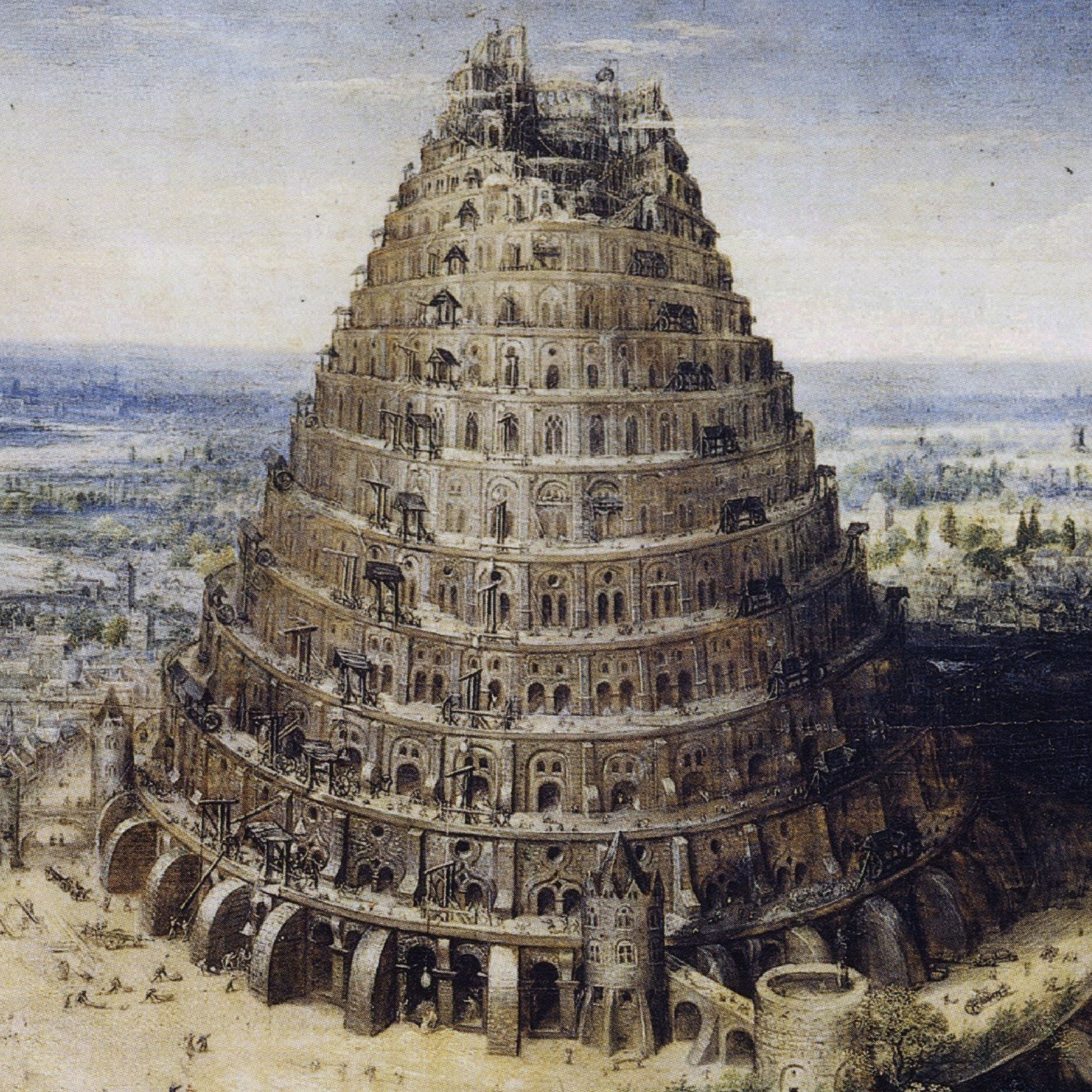
「だが塔が倒れ、人々の言葉がばらばらになったとき、死すべき者たちで全地は満ち、王たちによって分かたれた」（『シビュラの託宣』第3巻）。バベルの塔への言及。

第3巻

第3巻は829行から成り、他の巻に比べて分量が多いというだけでなく、内容的にも最も古く重要とされている。成立時期については、部分的にエジプトに対して強い関心を寄せている句があることと、紀元前140年以前の出来事に基づく事後予言らしき要素があることから、ほとんどの要素は紀元前140年頃にエジプトのユダヤ人が作成したものと推測されている。
他の巻同様に統一的とは到底いえないが、それでも主要部分は97行目から294行目、295行目から488行目、489行目から808行目と三分できる。
その97行目に先行する1行目から96行目は、唯一神への賛歌と偶像崇拝への非難、不滅の君主の降臨とローマに下される裁き、ベリアルの到来とその破滅、そのあとに世界を支配する「一人の女性」などが描かれている。ただし、この部分が本来の第3巻に含まれていたのかどうかには議論がある。詳しくは後述の#写本の系統を参照のこと。
97行目から294行目はバベルの塔建設と諸民族の拡散を描いている。この出来事はクロノス、ティタン、イアペトスという3人の王の間の争いによるものとされており、聖書の題材とギリシア神話が無差別に混ぜ合わされている。ここではエジプト、ペルシア、メディア、エチオピア、アッシリア、バビロニア、マケドニア、ローマといった諸国史が描き出され、うちローマは「多くの頭を持っている」共和政時代までが描かれている。それら諸政体の後に、ソロモン王の時代には偉大で強かった「神の民」の平和的な統治が続くとされ、エジプトのプトレマイオス7世の後に「神の民」が再び力を得て人類を支配するものとされた。「神の民」は当然ユダヤ人を暗示しており、この部分はイスラエルの歴史や特質についての記述を伴っている。
295行目から488行目はバビロニア、エジプト、リビア、セレウコス朝シリア、フリギア、トロイ、キプロス、イタリアといった諸国・諸地域やゴグとマゴグに対する非難や警告を含んでいる。この部分は細部が史実と一致しないが、明らかに紀元前2世紀に書かれたものである。それというのは、セレウコス朝のアンティオコス4世エピファネスとその息子エウパトル、エウパトルを殺したデメトリオス1世ソテルをはじめ、ディオドトス・トリュフォンに至る諸王の描写が認識できるためである。
489行目から808行目もイスラエルに与えられた約束と対照的な異邦人たちに対する非難を含み、最後の審判に言及されている。この部分で再びプトレマイオス7世にも触れられている。注釈者の中にはこの部分にキリスト教的要素を見出した者たちもいるが、それについては様々に解釈されてきた。
これら大きなまとまりの後で、結語にあたる809行目から829行目が置かれている。シビュラはそこで自らの生い立ちを語り、ギリシア人が彼女をエリュトライの巫女と位置付けているのは誤りで、実際にはバビロニアの巫女であるとともにノアの娘の一人であると主張している。この部分は元から存在していた可能性もあるとはいえ、後代の挿入であろうと考えられている。
第4巻

第4巻は192行で構成されており、第3巻などに比べるとはるかに統一性がある。かつてキリスト教的な部分と考えられていたが、20世紀初頭の時点で完全にユダヤ教的な部分と認識されるようになっていた。西暦70年のエルサレム占領、76年のキプロス地震、79年のベズビオ山の噴火などを下敷きにしているらしい記述があることや、ネロ（68年歿）が再来するモチーフなどがあることなどから、80年頃の成立とされている。これについては、最終的な完成がその時期だとしても、土台となる部分はアレクサンドロス大王の時代に成立していたという説もある。成立した場所はシリアないしヨルダンと推測されている。
この巻でのシビュラは真の神の名において、人類の最初の世代から第10代までに起こることを予言する。この歴史区分は明瞭な区分というよりもかなり漠然としたものではあるが、中世の年代記作家らにも影響を与え、擬メトディウスにも踏襲された点で非常に重要である。
旧約聖書のミカ書（第1章10節）、ゼパニヤ書（第2章4節）などにも見られるユダヤ人的な類推も展開され、書き手は様々な都市を似た音の言葉に引き寄せ、そこに未来の破滅の予兆を見出そうとしている。たとえば、サモスは「砂」（ἄμμος, アンモス）に覆われる、デロスは「姿を消す」（ἄδηλος, アデーロス）という具合である。
書き手はローマ人によるエルサレムの破壊を暗に批判し、79年のベズビオ山噴火はそれに対する神罰だと主張した。ネロについては当時の風説に従っており、自殺したのではなくユーフラテス川を渡って逃げただけで、速やかに戻り来るとも予言した。ローマ人を苦しめた暴君ネロの再来を希求するのは、ローマに対する敵意の現れである。当時、こうした「再来のネロ」のモチーフが広まっていたことはタキトゥスの『同時代史』でも述べられており、『ヨハネの黙示録』や外典の『イザヤの昇天』にも投影されている。『シビュラの託宣』はそうしたモチーフを取り込んだわけだが、逆にそれによって「再来のネロ」はさらに強い影響力を持つようになったとも指摘されている。
これらがキリスト教徒の作と見なせない理由は存在しないが、全体としてはユダヤ教的とされ、特にいくつかの箇所で供犠の拒否、食前の祈りの重視、清めの強調などが提示されていることによって、エッセネ派との関連性が指摘されている。なお、神殿に対して肯定的な第3巻と第5巻に対し、第4巻は否定的な姿勢を打ち出している。
第5巻

531行から成る第5巻には、多くの異なる見解が寄せられてきた。ユダヤ教的だと主張する者もいたし、ユダヤ人キリスト教徒の作品だと主張する者もおり、さらには大々的にキリスト教徒の手が加えられていると主張する者までいた。20世紀以降は、それが含んでいるキリスト教的部分はあまりにも少ないので、ユダヤ教的なものとして位置付けるのが無難とされている。256行目から259行目がキリストの降誕に関する記述であり、直後のくだりまで含めた詳細さを基に、ユダヤ教的な作品にキリスト教徒が手を加えたと位置付ける者は20世紀以降にも存在するが、その部分はキリスト教徒による例外的な挿入句と見なされるのが一般的である。なお、その部分をモーセやヨシュアにひきつけることで、殊更にキリスト教的とは見ない立場すら存在する。
列挙されている人々や国々の数は他の巻を凌いでおり、歴史を辿りつつ、救世主と最後の審判が語られる。そのうち最初の51行は年代順の託宣で、アレクサンドロス大王に始まりハドリアヌス帝即位（117年）で終わっている。この章でハドリアヌス帝は最も優れた者と賞賛されており、彼によるエルサレム神殿の再建が期待されていた。こうしたことからハドリアヌス帝即位以降、バル・コクバの乱（132年勃発）が起こるまでの間に作成されたと推測されており、著者としては第3巻と同じくエジプトのユダヤ人が想定されている。ほかに、第4巻と同じ頃の書き手の作品とハドリアヌス帝時代の書き手の作品が150年頃に一つにまとめられたという説もある。
52行目以降は52行目から110行目までが主にエジプトを襲う艱難、111行目から178行目までがアジアの国々を襲う艱難、179行目から285行目までが再びエジプト、286行目から434行目までが再びアジア、435行目から530行目までがみたびエジプトとその周辺という形で、畳み掛けるように終末の艱難の情景が描かれている。もちろん、その中にも247行目から360行目のように希望の表明のくだりはあるが、その対象はユダヤ人に限定され、彼らが他民族の支配から解放され、エルサレムで栄えることが述べられている。

### 第6巻から第8巻

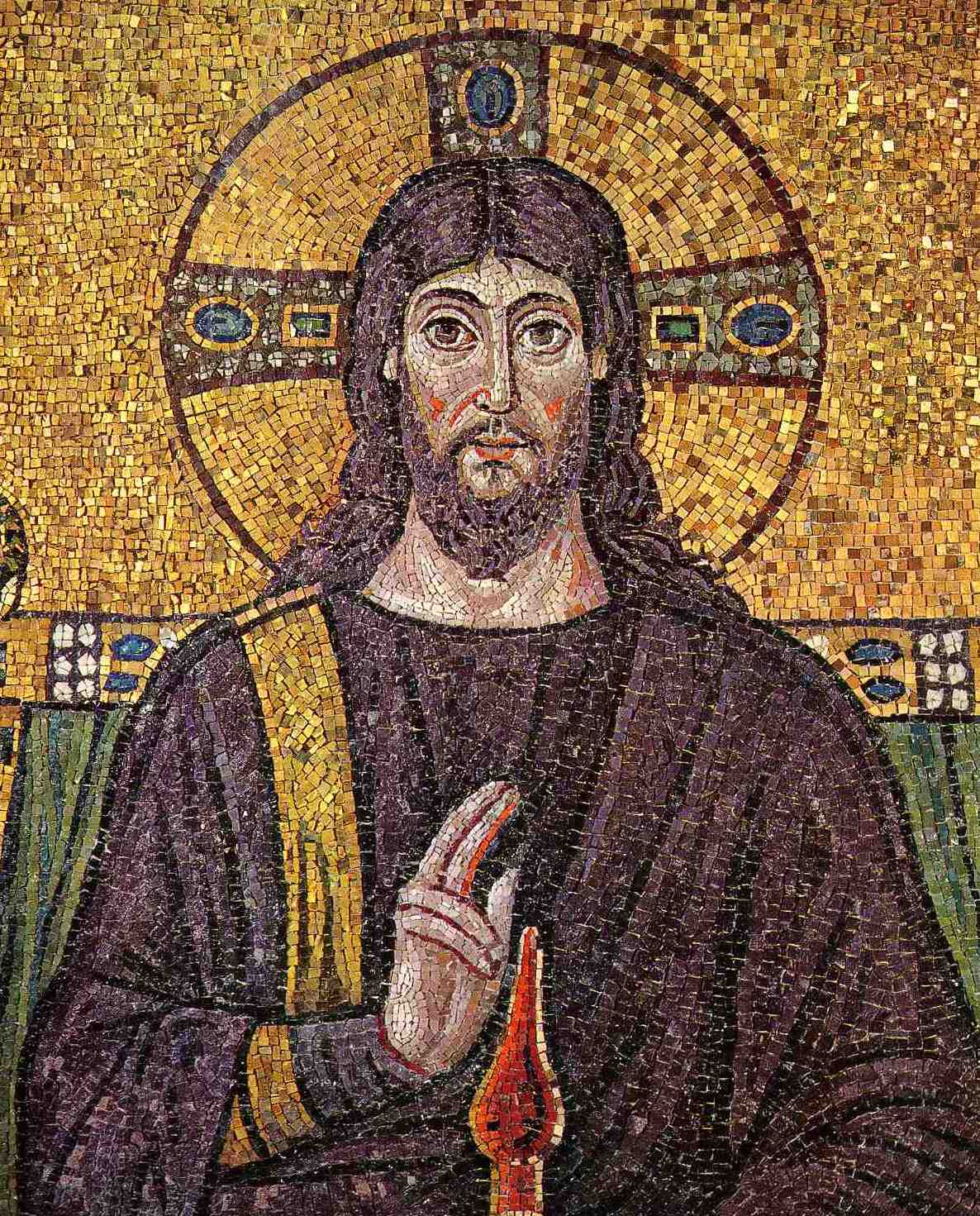
「彼は人々に進路を示し、天への道も示し、そして賢者の言葉をもって万民にお教えになるだろう」（『シビュラの託宣』第6巻）。

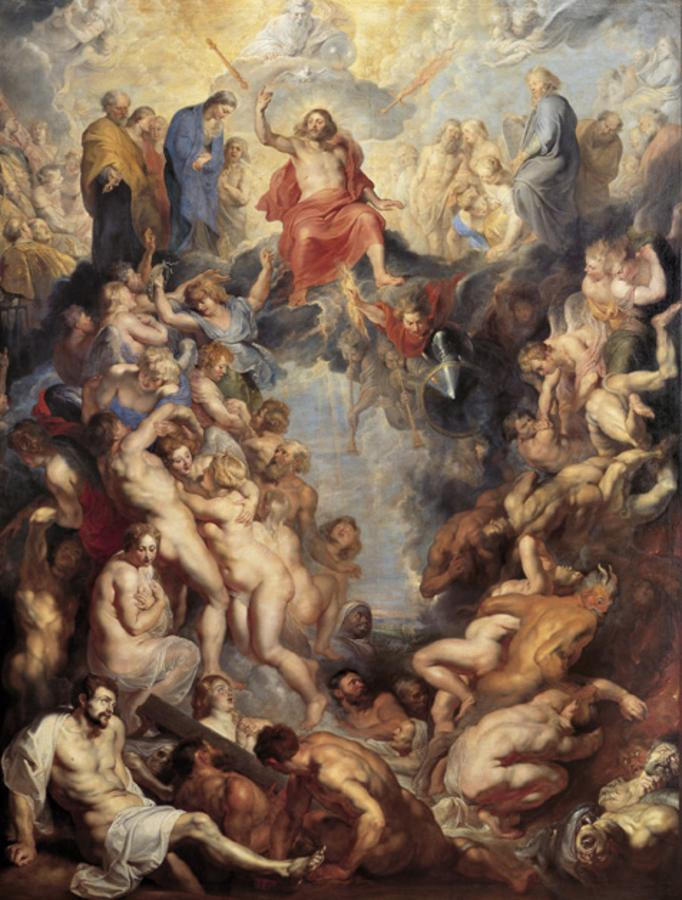
「そして永遠なる王が御自ら全ての肉なるものと世界とを裁きに、天よりお出でになる」（『シビュラの託宣』第8巻）。

第6巻と第7巻がキリスト教徒によるものであることについては、現代の諸論者の間で異論がない。それに対し、キリスト教的要素が強いとされる巻の中で最も長い第8巻は、様々な要素の組み合わせが指摘されている。
第6巻
第6巻はわずか28行の短い賛美歌で、イエスを磔刑に処したイスラエルをソドムの地と呼んで厳しく批判しつつ、イエスを称えている。19世紀から20世紀初頭に校訂を行ってきたメンデルスゾーン、アレクサンドル、ゲフケンらは、それを異教的な賛美歌と位置付けてきたが、有力な証拠があるわけではない。グノーシス主義的な一派であるケリントス派の思想との接点を指摘する者もいる。
成立時期については、2世紀初頭、3世紀などとする見解がある一方、年代決定の困難さも指摘されている。ラクタンティウスが引用していることから、その時期（300年頃）よりも前に成立していたことだけは確実である。明瞭な裏づけはないもののシリアで成立した可能性が指摘されている。
第7巻
第7巻は162行から成るやや短い巻で、成立時期は2世紀末から3世紀初頭に位置付けられるのが一般的だが、はっきりとした根拠はなく、懐疑的な見解も存在している。ラクタンティウスが『神学綱要』で引用していることから、それよりも前に成立していたことだけは確かである。成立場所も決め手を欠くが、シリアの可能性が指摘されている。
ロドス島、デロス島、シチリア島、エチオピア、ラオディキア等の様々な地名を順に挙げてそれらが直面する終末の艱難を予言しているが、その順列は雑然としていて、うまく編纂されているとは言い難い。終末に関する認識には、第1巻後半および第2巻との共通性も指摘されている。この巻もまた、ケリントス派との接点が指摘されており、他にもユダヤ人キリスト教徒との接点なども指摘されているが、懐疑的な見解もある。
第8巻
第8巻は500行とかなり長いが、成立時期の異なる諸要素が繋げられて成り立っている。最初の216行は十中八九2世紀のユダヤ教徒の作品とされ、ローマへの敵意から第4巻同様ネロの再来を期待する記述が見出される。こうした要素の存在によって、前半部分が2世紀後半に成立したと考えられている。ほかにも、サモスとアンモス、デロスとアデーロスなどの言葉遊びをはじめ、ユダヤ教色が強いとされる第3巻から第5巻までと重複する要素がいくつも含まれる。
それに対し、後半の217行から500行がキリスト教徒の作品であることを疑う余地はなく、3世紀頃の作品とされる。特に217行目から250行目はキリスト教シンボルを取り入れたアクロスティックになっており、各行の頭の文字を繋げると「イエス・キリスト、神の子、救世主、十字架」と読めるようになっている。このアクロスティックは後述するようにエウセビオスやアウグスティヌスにも引用されて古来よく知られており、15世紀末に最初に印刷されたのもこの箇所だった。
251行目から323行目までは予型論に触れつつ、イエスの奇跡や磔刑を、主として四福音書に依拠しつつ辿っている。324行目から336行目はシオンに呼びかけた短い句で、特にその冒頭は『ゼカリヤ書』第9章との類似が指摘されている。337行目以降は終末の描写で、途中からは神そのものの言葉（つまり神が一人称で語る言葉）が引用されている。429行目から479行目までは再びキリストについてだが、前段と異なりキリストの降誕が主題となっている。480行目から500行目までは、隣人愛の強調や偶像崇拝の禁止などを勧めている。
作成された場所ははっきりしていない。ごくわずかにエジプトで書かれた可能性のある詩句はあるものの、全体としてはローマ帝国の支配下にあった小アジアのどこかという程度にしか絞られていない。

### 第9巻と第10巻
第9巻と第10巻は後述する3つの写本群のうち、1つの写本群（オメガ写本群）にしか収録されていない上、どちらも他の巻の寄せ集めに過ぎない。第9巻は第6巻全体に第7巻1行目と第8巻の218行目から428行目を繋ぎ合わせたものである。これを「ごちゃ混ぜの極致」(a masterpiece of confusion) と呼ぶ者さえいる。第10巻に至っては第4巻と全く同じでしかない。
こうした事情のため、14巻までの校訂版や翻訳書などでも、この2巻分は省略されるのが普通である。概説の類では第9巻、第10巻に全く触れず、12巻分のみが伝存しているとする例もしばしば見られる。

### 第11巻から第14巻
第11巻から第14巻までは、後述するように19世紀になって再発見された。巻数は写本に書かれていたものがそのまま踏襲されているが、19世紀末のミルトン・テリーのように巻数を前倒しにして、順に第9巻から第12巻とする者もいた（テリーは括弧書きの形で写本の巻数も併記している）。なお、この記事でテリーの見解を紹介する際には、煩瑣になるのを避けるために一般的な巻数表記で統一している。
テリーは第11巻をエジプトのユダヤ人による2世紀初頭の作品、第12巻と第13巻を3世紀のキリスト教徒の作品、第14巻を著者・年代とも特定困難とし、『カトリック百科事典』（1913年）はそれらの4巻本を、ユダヤ教徒の作品にキリスト教徒が手直しする形で3世紀から4世紀頃に成立した作品としたが、現在ではいずれの巻もユダヤ教的（13巻のみキリスト教的とする見解もある）で、成立は7世紀まで、あるいは9世紀とする見解も提示されている。教父たちはこれらの書から何も引用しなかったが、それが直ちに彼らの時代に存在しなかったことを意味するわけではない。それらが引用されなかったのは、表明されている宗教思想が重要なものではなく、救世主や黙示文学的な要素がありきたりなものだったからとも考えられているためである。
それとも関係するが、第11巻以降は政治史的な事後予言の色彩が強いとも言われており、第11巻から第13巻までには終末論的色彩が希薄である。第14巻は、そこまでの政治史的な流れを締めくくるかのように、ありきたりな描写ではあるものの、救世主や黄金時代の到来を語っている。

「地上の邪悪は広大な海に沈め去られる。そして死すべき者たちにとっての収穫の時は近い」（『シビュラの託宣』第14巻）。

第11巻
第11巻は324行から成り、ノアの大洪水以降の世界史を語っている。ローマの建国、トロイア戦争、アレクサンドロス3世（大王）、ディアドコイなどを仄めかしつつ、クレオパトラとユリウス・カエサルの時代までの歴史を辿る。救世主の類型なども含めて宗教的要素には見るべきものがなく、キリスト教的要素は含まれていない。終始一貫しているエジプトへの強い関心から、エジプトで書かれたことが確実視されており、「神の民」との対比でエジプトに下る災厄を予告していることなどからユダヤ人の作品と考えられている。
第12巻
第12巻は299行から成る。様式的には第11巻と全く同じだが、第5巻の焼き直しの側面を持つとも指摘され、最初の10行あまりに至っては第5巻の冒頭と全く同じである。
ローマ史が続き、アウグストゥスからアレクサンデル・セウェルスに至る3世紀初頭までの歴代ローマ皇帝について、名前の頭文字をゲマトリアで数字に置き換えつつ語られている。このうち、セプティミウス・セウェルス帝直後の後継者たちが省かれているが、これは原文の欠落の可能性が指摘されている。
宗教的要素は、初期ローマ皇帝たちの治世下において、地上に神のロゴスが現われたとする記述の中に見受けられる。これを明らかにキリスト教的な記述と見なす論者もいるが、ユダヤ人の叛乱を鎮定したウェスパシアヌス帝が「敬虔な者たちに対する破壊者」と呼ばれるなど、ユダヤ人寄りの記述も存在している。結果として、キリスト教的挿入句がわずかに存在するものの、全体的にはユダヤ人の作品とされ、エジプト、特にアレキサンドリアで書かれた可能性が高いと考えられている。
第13巻
第13巻は173行から成る。この巻も宗教思想の展開が見られず、第12巻に続いてマクシミヌス帝からアウレリアヌス帝までのローマ皇帝の通史が語られている。アウレリアヌスは怪物たちや30人の暴君を従えるであろうとされ、様々な都市が直面する災厄や戦争が語られている。フィリップス・アラブス帝や彼が直面したペルシアとの戦争、ローマの穀倉としてのアレクサンドリアなどにも言及されている。
第12巻と第13巻には連続性があるので、書き手は同一という説があったが、現在は支持されていない。書き手の問題に関連して、19世紀末以降、第11巻から第14巻の中でこの巻だけがキリスト教的か否かを巡って議論があり、現在も決着していない。キリスト教的と見なす論者の重要な典拠は、デキウス帝によるキリスト教徒迫害が強く仄めかされている箇所の存在である。これについては、ウァレリアヌス帝の迫害が全く反映されていないことが反証として挙げられている。ウァレリアヌス帝はキリスト教徒を迫害した後ペルシア軍に囚われ、キリスト教徒がそれを神罰と受け止めていたため、その仄めかしが全く見られないのは不自然というわけである。いずれにしても、エジプト、特にアレキサンドリアで成立した可能性が高いとされる。
第14巻
361行から成る第14巻は、『シビュラの託宣』全体の中でも最も曖昧で説明しがたいとも言われる。前半には4世紀の皇帝であるディオクレティアヌスやテオドシウスの名前が織り込まれているとされるが、主張されている歴史的事件は現実の日付と対応しておらず、詩人は明らかに自身の想像に従っている。そもそも本当にローマ皇帝に対応する記述なのかどうか自体に議論があり、解釈によっては、どんな早くとも7世紀以降の成立とされることもある。
かつては書き手が主として小アジアに関心を持っていたと見られ、その地域出身のユダヤ教徒ないしキリスト教徒だった可能性が指摘されていたが、現在ではアレキサンドリアのユダヤ教徒とすることがほぼ定説化している。
この巻には特筆すべき宗教的要素は何もないが、書き手は救世主や黄金時代の到来によって締めくくっている。それはラテン人たちの最後の世代の間、ローマは神自身の統治によって至福の時を享受し、エジプトを含むオリエント世界では全ての過ちが正された後で、聖なる民が平和に暮らすだろうというものである。

### 第15巻
後述するオメガ写本群には、第8巻の1行目から9行目までを「第15巻」として収録している写本がある。しかし、重複分として削除されるのが普通で、『シビュラの託宣』全体が「15巻本」と言われることもまれである。

### 断片

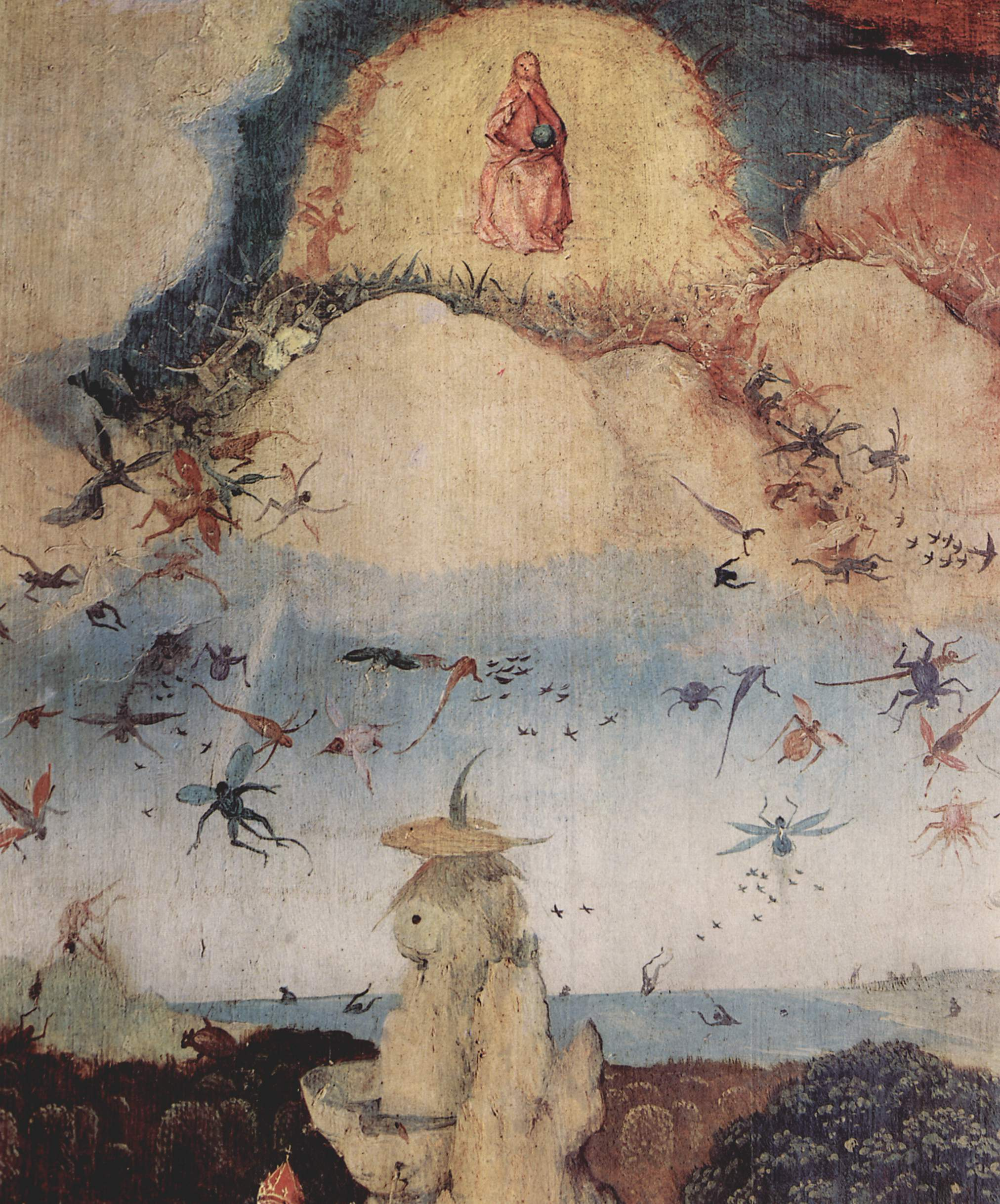
「唯一なる神、ただ一人で君臨する方、この上もなく偉大にして生まれざる方、全知全能にして不可視の方」（『シビュラの託宣』断片1）。

現存する実質12巻の『シビュラの託宣』には含まれていない断片も存在している。それらは教父たちの引用によってのみ知られている逸文で、いずれもユダヤ人が書いたと推測されている。
断片は全部で8つあり、一般的に1902年のゲフケンの校訂版に従って、1から8までの通し番号が振られている。それらのうち断片1（35行）、2（3行）、3（49行）の出典はアンティオケイアのテオフィロスの唯一現存している著書『アウトリュコスに送る』第2巻（西暦180年代成立）である。ゲフケンはこれらに偽作の疑いを掛けたが、既存の巻のいずれかから脱落した内容とする反論もある。短すぎる断片2はともかく、あと2つは唯一神を称える内容になっており、本来的には失われた巻などの導入部の役割を果たしていた可能性も指摘されている。位置づけについては後述の#写本の系統も参照のこと。
断片4から7の出典はラクタンティウスの『神学綱要』だが、いずれも1行から3行程度の短いもので、断片7に至っては1行にも満たない。断片8の出典はエウセビオスに帰せられている偽書『聖なる集団への勧告』である。

## 受容の歴史
『シビュラの託宣』は、擬ユスティノス、アテネのアテナゴラス、アンティオケイアのテオフィロス、アレクサンドリアのクレメンス、ラクタンティウス、アウグスティヌスら、特に初期の教父やキリスト教の書き手たちによって頻繁に引用され、バード・トンプソンの研究によればその数は22人、回数はのべ数百回に及ぶ。また使徒教父文書の『ヘルマスの牧者』にも引用が見られる。

### ローマ詩人の言及
ウェルギリウスは『牧歌』の中で、クマエのシビュラが神童と「サトゥルヌスの治世」（黄金時代）の到来を予言していたと歌い上げた。このモチーフの一部は、紀元前2世紀に成立していた『シビュラの託宣』の最古の部分（現在の第3巻）で借用されていた『イザヤ書』に触発されたものだという。
なお、ウェルギリウスのこの言及は、後年キリスト教徒たちからイエスの降誕を予言したものとして受け止められるようになり、それは結果として『シビュラの託宣』の地位を高めることにも繋がった。
ただし、前述の通り、古代ローマにはキケロやプルタルコスなど、『シビュラの託宣』が偽作に過ぎないことを指摘していた者たちもいた。

### ユダヤ教徒の言及
『シビュラの託宣』の利用はキリスト教徒たちに特有の現象ではない。1世紀のユダヤ人歴史家フラウィウス・ヨセフスは、第3巻からバベルの塔に関連する記述を引用している。しかしながら、ヨセフスの引用は特段の反響を呼び起こさなかったようで、キリスト教文書としての広まりと裏腹に、ユダヤ教文書として広く受容されるには至らなかった。
中世のユダヤ文学に至っても、『シビュラの託宣』へのいかなる言及も影響の痕跡も見出すことができない。16世紀のアブラハム・ザクト (Abraham Zacuto) らはシビュラに簡略に触れているが、それはタルクィニウスに神託書を売りつけた伝説的な巫女の方である。ほかには、ビザンティン帝国の歴史家ゲオルギウス・モナクス (Georgius Monachus) らが、シバの女王をシビュラの一人と位置付けたりした例があるが、これもまた『シビュラの託宣』とは関係がない。

### キリスト教徒の言及

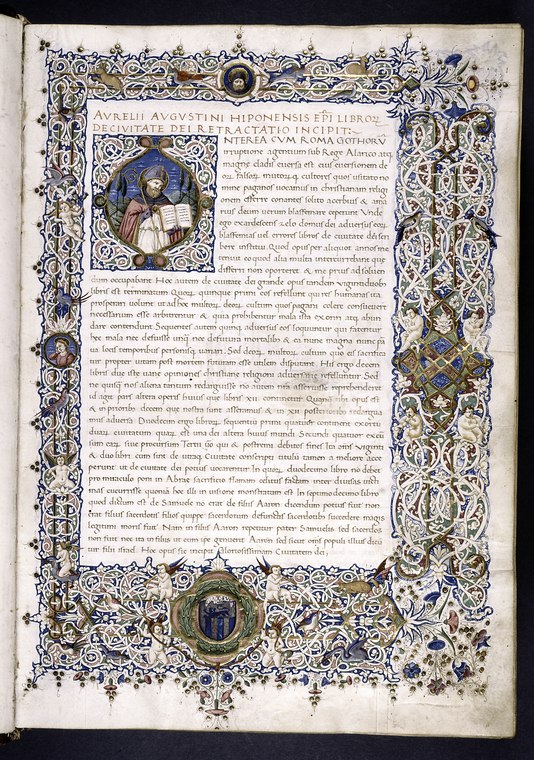
アウグスティヌス『神の国』（15世紀の写本）

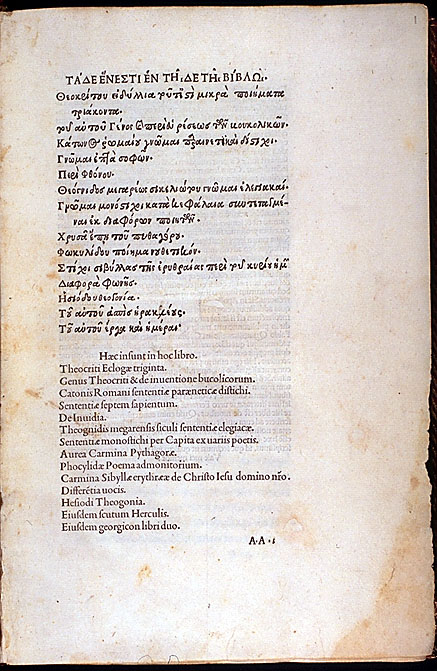
アルドゥスの詩歌集の1ページ

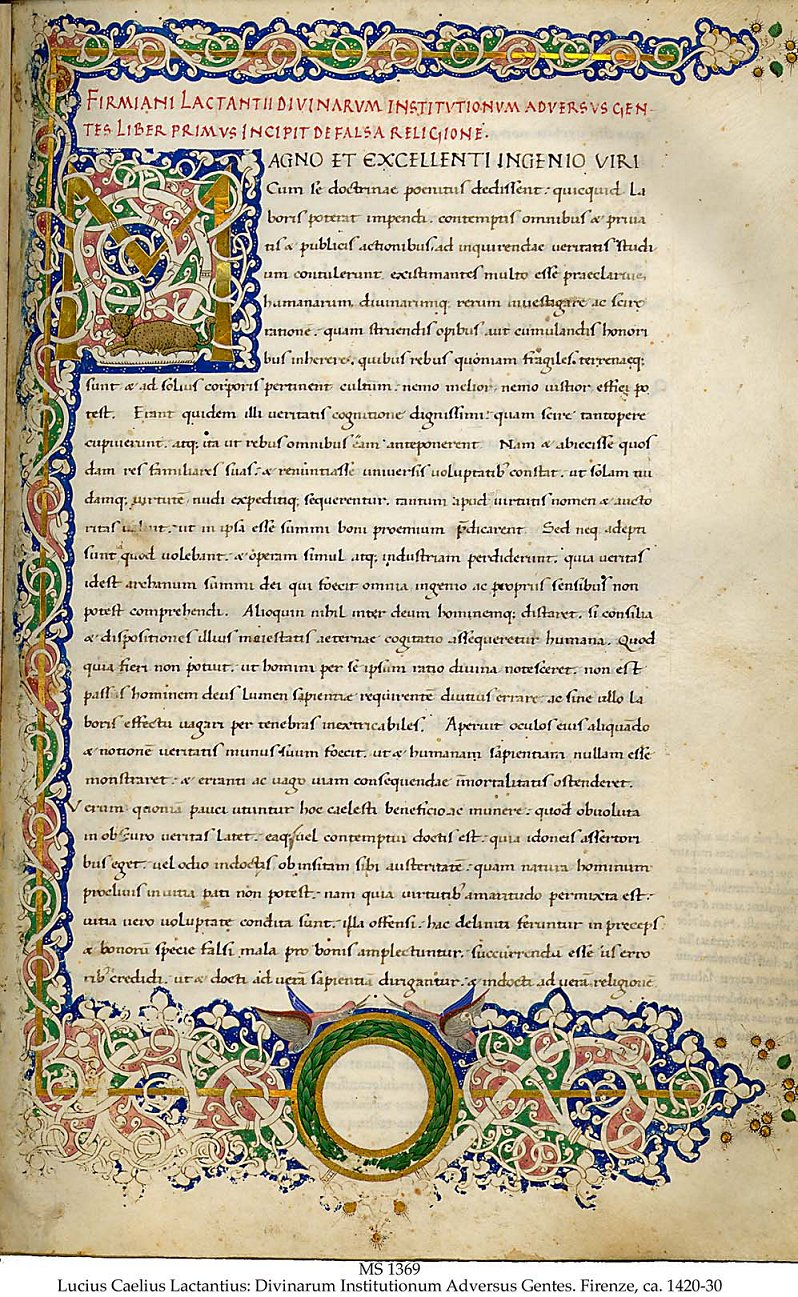
ラクタンティウス『神学綱要』（15世紀の写本）

ヨセフスと同じ箇所はキリスト教徒によっても引用されている。キリスト教の護教論者で176年頃にマルクス・アウレリウス帝に『キリスト教徒のための申立書』ラテン語: (Supplicatio pro Christianis) を献じたアテネのアテナゴラスは、古典的でかつ異教的な出典との混合を見せている第3巻の長大なくだりの中から、ヨセフスと同じ記述を引用している。そして彼はこれら全ての作品が、ローマ帝国でよく知られたものだと述べた。
アンティオケイアのテオフィロス (Theophilus of Antioch) はその著『アウトリュコスに送る』第2巻で4箇所引用しているが、うち3箇所は上述の通り「断片」を形成する章句である。残り1箇所は第3巻序盤の8行分と第8巻の5行目である。第8巻が唐突に1行だけ抜粋されている不自然な引用は、これが第3巻の一部だった可能性などを想定させる。なお、テオフィロスはユダヤ人にとっての預言者たちに対応する同格の存在として、ギリシア人にとってのシビュラを位置付けた。アレクサンドリアのクレメンスも、複数の著書において『シビュラの託宣』を引用し、異教徒たちにイエス・キリストの到来を預言した重要な存在と位置付けていた。
殉教者ユスティノスに帰せられてきた偽書『ギリシア人への勧め』（3世紀後半 - 4世紀初頭）の著者、偽ユスティノスも『シビュラの託宣』から複数箇所を引用した。彼はそれを全てクマエのシビュラ一人の神託と位置付けた。
アウグスティヌスも『シビュラの託宣』から引用し、特に『神の国』第18巻において、『シビュラの託宣』第8巻のアクロスティックを引用している。彼はそれを異教の巫女までもがイエスの到来を予言していた証拠として援用しており、これが中世ヨーロッパで広く知られる要因となった。後述するように『シビュラの託宣』がまとまった形（全8巻）で刊行されるのは1545年が最初だが、このアクロスティックだけはそれに先立つこと50年、アルドゥスによるギリシア詩歌の選集（1495年）の中にすでに採録されていたのである。ただし、アルドゥスの直接的な出典はエウセビオスに帰せられていて、そのエウセビオスの記述自体が実際には5世紀から7世紀ころに成立した『聖なる集団への勧告』という著書からの孫引きだった。
なお、アウグスティヌスは一貫して『シビュラの託宣』に好意的だったわけではなく、聖書を貶す目的でシビュラを称揚していたマニ教徒を論難する際には、『シビュラの託宣』をも攻撃した。
これに対し、『シビュラの託宣』に一貫して好意的な立場から、自身の教説の中で積極的に肯定的な地位を与え続けた人物がいる。それが、教父の中でもそれを最も多く引用し、そして後世のシビュラ理解に影響力があったとも言われるラクタンティウスである。彼はアウグスティヌスよりも前の時代の人物で、アウグスティヌスのシビュラ理解も彼から影響を受けたものであった。また、ラクタンティウスは上述の通り、現存の14巻本には含まれない断片も4つ伝えている。さらに彼の著書が15世紀後半に出版されたことで、後述するようにキリスト教美術におけるシビュラの受容にも影響した。
こうした言及によって、『シビュラの託宣』は中世の西方教会でも東方教会でも知られ、用いられてはいたものの、異教に対してキリスト教が優位になるのに伴って、それへの関心は段階的に衰え、広く読まれることはなくなっていった。『シビュラの託宣』は、その異教的要素にもかかわらず、聖書の外典や偽典と位置づけられることがある。しかし、どの教派でもこれが正典と位置付けられたことはなかった。
イタリアでルネサンスが花開いた頃には、まだ写本は再発見されていなかった。しかし、そんな中にあって人文主義者マルシリオ・フィチーノは『キリスト教について』で2つの章を割いて『シビュラの託宣』を論じている。彼の出典となったのは、ラクタンティウスの諸著作であった。

#### キリスト教美術への影響
すでに述べたように、『シビュラの託宣』に基づいた古代の教父たちの言及によって、シビュラは聖書に登場する（男性の）預言者たちと並ぶ存在として位置付けられるようになっていた。しかし、15世紀以前にはシビュラが美術の題材として使われることはあまりなかった。
状況の変化は15世紀後半以降の印刷術の普及によってもたらされた。ラクタンティウスの『神学綱要』が1465年に早くも印刷物として公刊され、アウグスティヌスやヒエロニュムスを論じたフィリッポ・バルビエーリの著書（1481年）でも12人のシビュラが描かれて、『シビュラの託宣』の延長線上にあるシビュラのイメージが広められたのである。これらにより、本来異教的なシビュラがキリスト教美術のモチーフとして受容され、教会建築物の壁画や天井画、ステンドグラスなど様々な絵画、彫刻などに表現されるようになった。
シエナ大聖堂の舗床には10人のシビュラが描かれ、彼女たちにはラクタンティウスの著書から引用された碑銘が添えられた。ほかに、ミケランジェロがシスティーナ礼拝堂に描いた天井画の12人の預言者とシビュラは、預言者に対置される女性預言者としてのシビュラを描いていることで有名である。

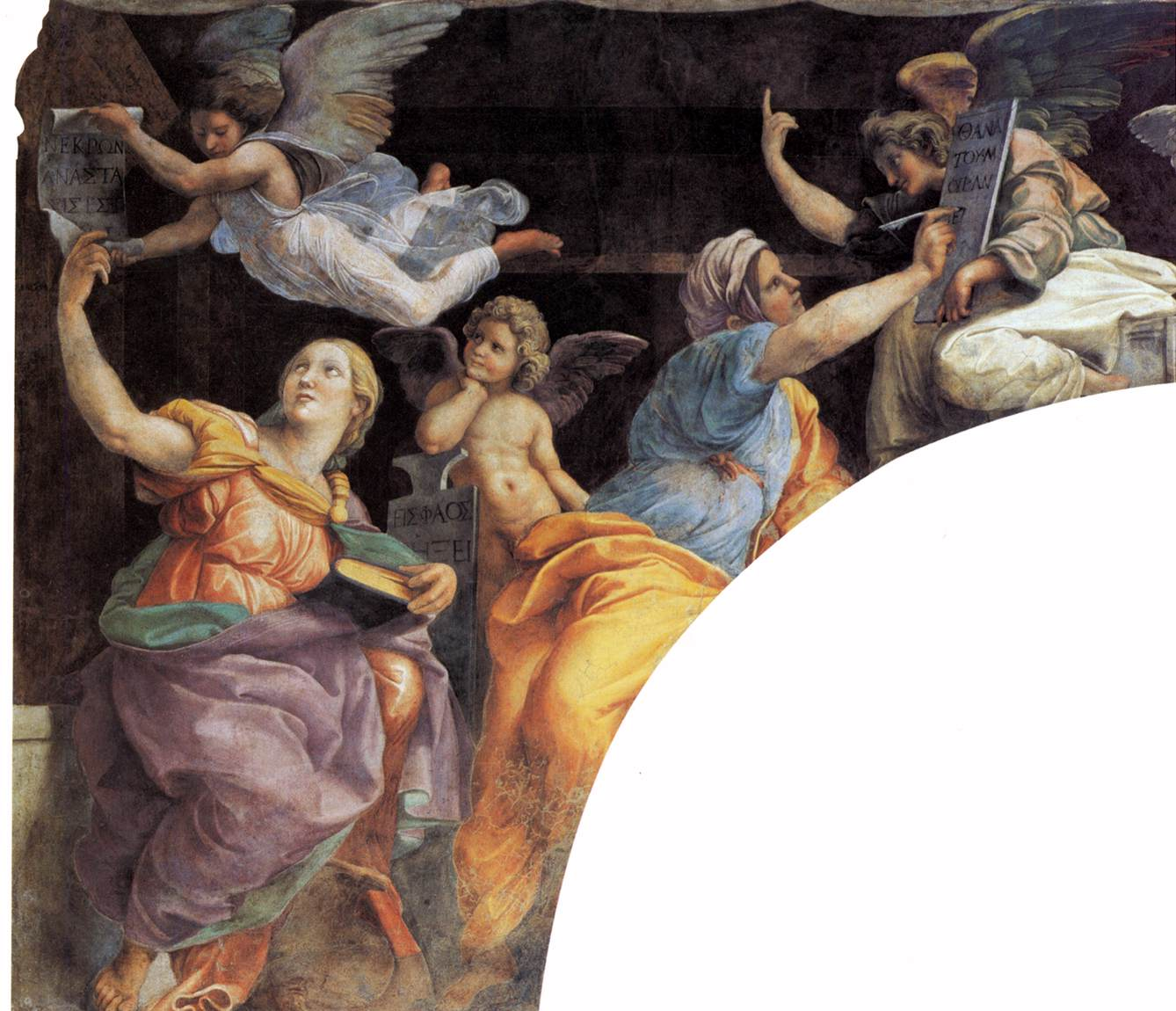
ラファエロがサンタ・マリア・デッラ・パーチェ教会に描いたフレスコ画
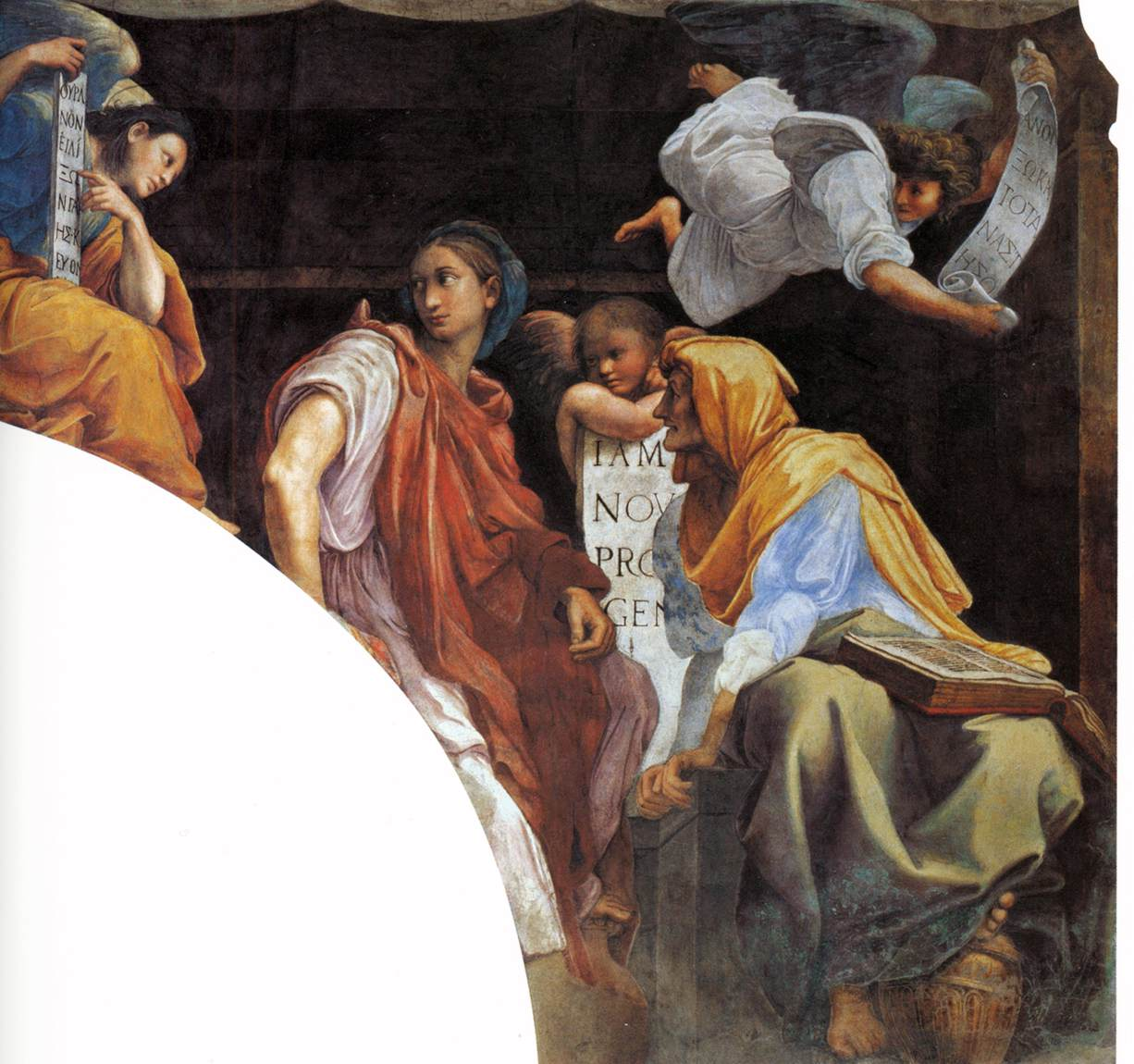
左に同じ
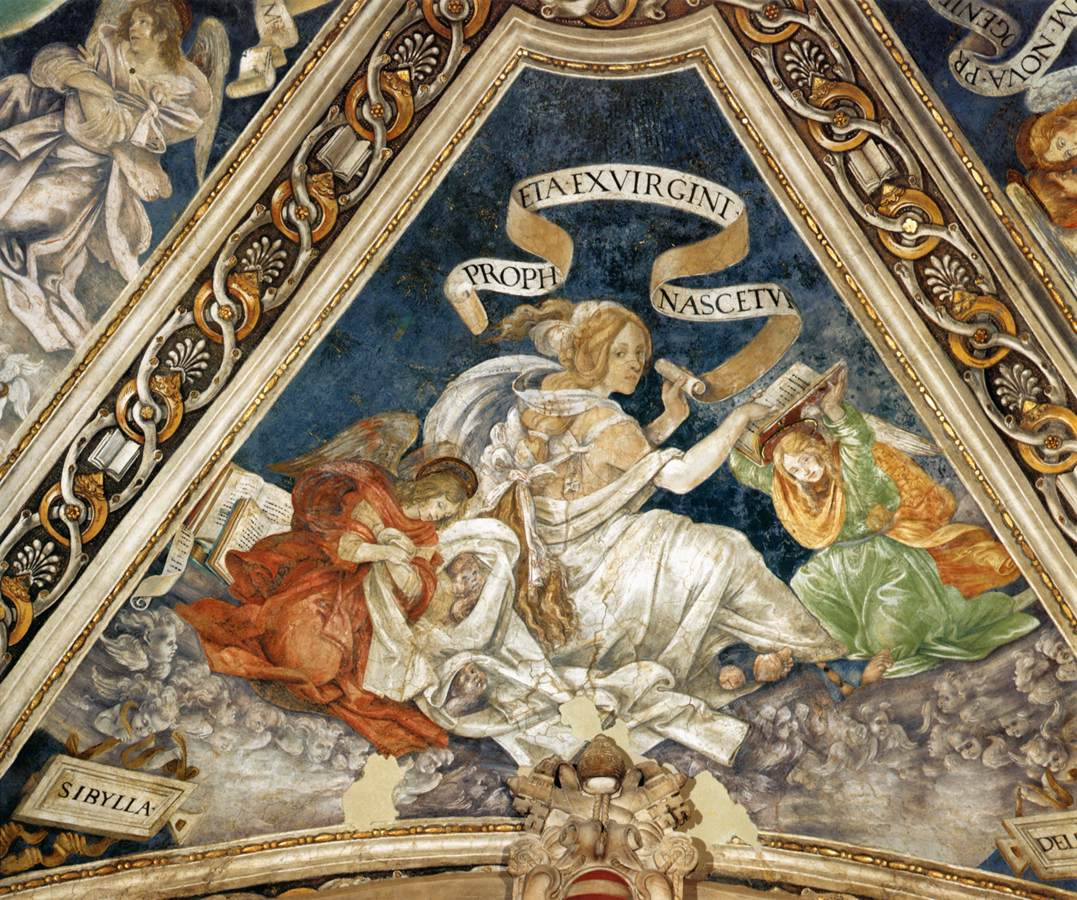
フィリッピーノ・リッピがカラファ礼拝堂の天井に描いたデルポイのシビュラ
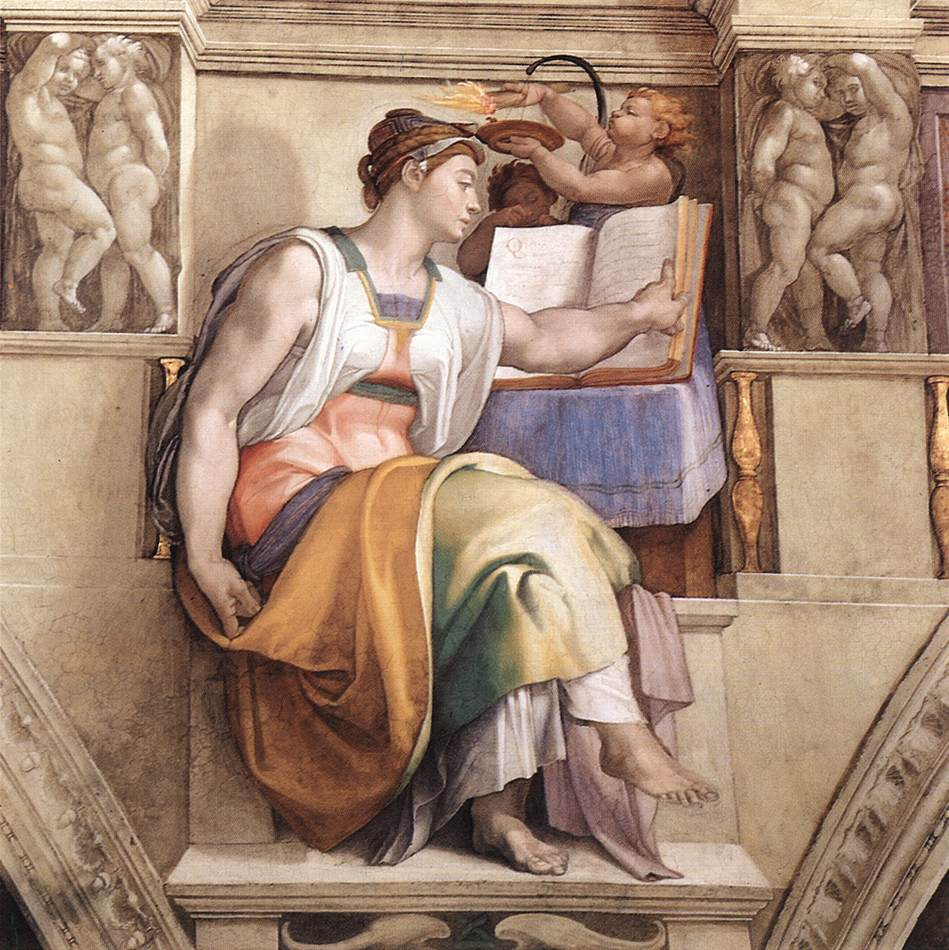
ミケランジェロがシスティーナ礼拝堂天井画に描いた『エリュトレイアの巫女』
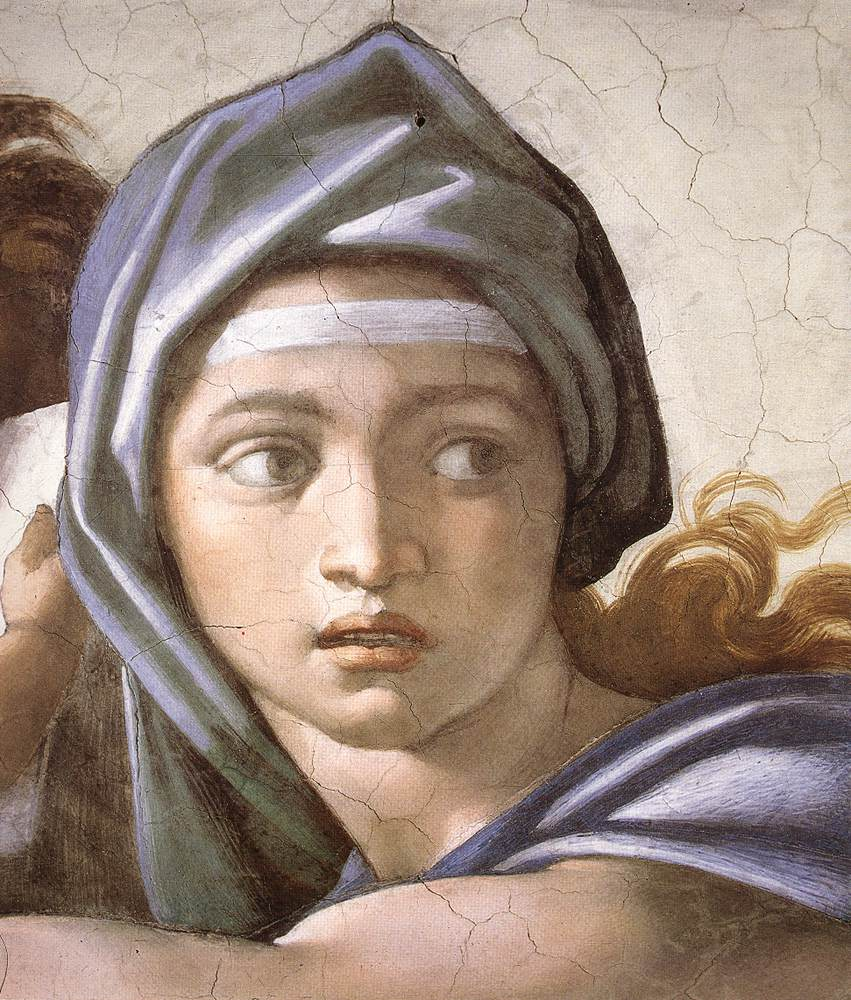
同じくミケランジェロによる『デルポイの巫女』
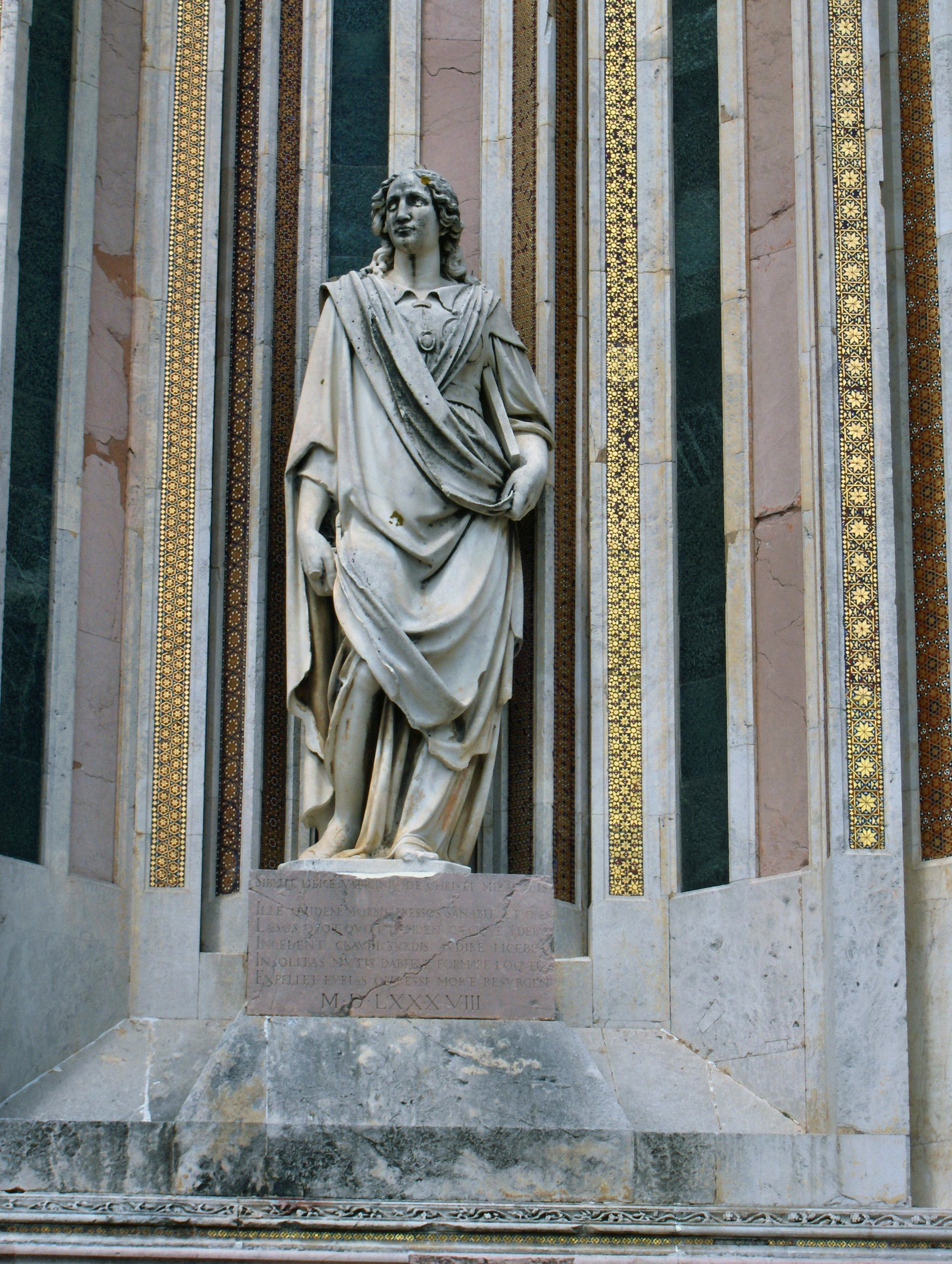
オルヴィエート大聖堂に残るリビアのシビュラ（1588年）
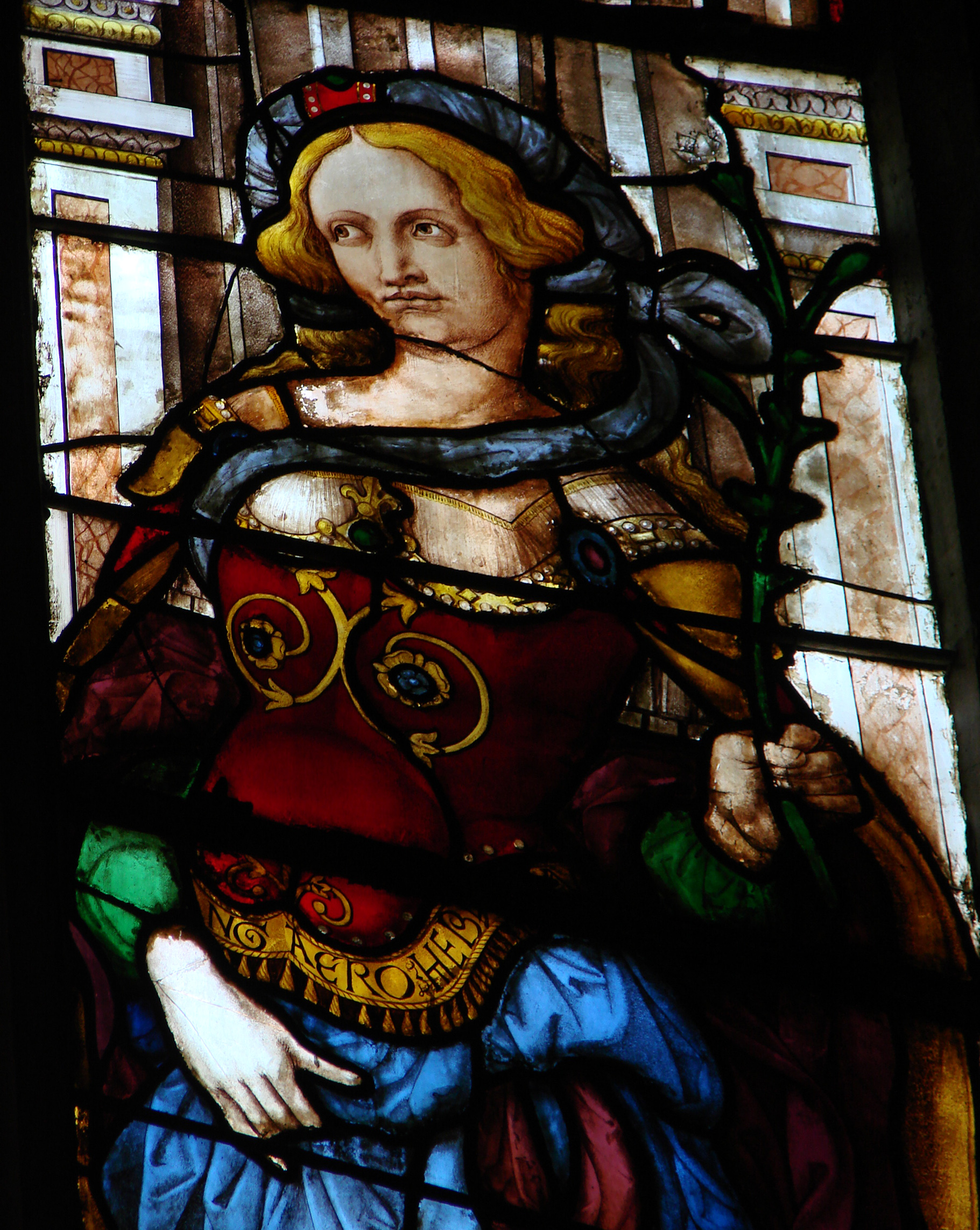
オーシュの大聖堂に残るシビュラを描いたステンドグラス

## 写本の発見と出版の歴史
現在伝わっているテクストは16世紀以降に再発見されたものであり、出版や校訂の歴史もそこから始まる。写本の発見に関わったのは、アウクスブルクの人文主義者クシストゥス・ベトゥレイウス (Xystus Betuleius) である。彼はラクタンティウスの著作集を出版しようと蒐集した写本群の中から、『シビュラの託宣』のギリシア語写本を発見した。彼はそれをもとに、第1巻から第8巻に6世紀のものとされる序文を添えたギリシア語版を、1545年にバーゼルで出版した。『シビュラの託宣』が公刊されたのはこれが最初であり、この出版は知識人たちの間で大きな反響を呼んだ。
翌年には、セバスティアヌス・カスティリオ (Sebastianus Castellio) によるラテン語対訳版が刊行された。カスティリオは1555年にも対訳の増補版を出版し、断片1、2、3を初めて公刊した。
1599年にはよりよい写本を基にした版が、ヨハンニス・オプソポエウス (Johannis Opsopoeus) によってパリで出版された。これは初期のテクストの中で最良と評価されている。逆に1689年にアムステルダムで刊行された版はその校訂上の価値が低い。18世紀には、1713年にサー・ジョン・フロイヤー (John Floyer) によって英訳版が出版されたり、アンドレーア・ガッランディ (Andrea Gallandi) による『ビブリオテカ・ウェテルム・パトルム』（ヴェネツィア、1765年 / 1788年）に採録されたりした。しかし、学術的に正確を期した版と評価できるものは、19世紀まで出版されることがなかった。
1817年にはアンジェロ・マイ (Angelo Mai) がミラノのアンブロジアーナ図書館で発見された写本に基づき、第14巻を初めて出版した。さらに彼はヴァティカン図書館で新たな4巻本（第11巻から第14巻）も発見し、そちらも1828年にローマで公刊した。それらはコンラート・ゲスナーが『普遍的図書館』（1545年）で一度は報告していたものだったが、マイが再発見するまで失われていた。全12巻分をまとめて出版したのは、ライプツィヒのフリードリープ (J. H. Friedlieb) の版（1852年）が最初だった。フランスではシャルル・アレクサンドルが1841年に8巻分の対訳版を出して以降、第11巻以降の分も含めて改定を重ね、1869年には「決定版」 (editio optima) を刊行した。『カトリック百科事典』（1913年）では、このアレクサンドルの版が非常に有用な版として評価されている。
19世紀には他にも様々な校訂版が出されたが、1902年にはライプツィヒでヨハンネス・ゲフケンによって包括的な校訂版が出版された。この校訂版は、16世紀のカスティリオ、オプソポエウスのほか、19世紀になって出版されていたシュトゥルーヴェ、アレクサンドル、マイネッケ、バット、ヘルヴェルデン、メンデルスゾーン、ルザック、ブレシュ、ヴィラモーヴィッツらの校訂版を踏まえたものになっている。なお、『エンサイクロペディア・ビブリカ』（1899年）ではルザックの版が高く評価されており、『ジューイッシュ・エンサイクロペディア』（1901 - 1906年）では、アレクサンドル、ルザック、ゲフケンの版が特筆すべき版として評価されている。
1951年にはクルフェスによる新しい校訂版が登場したが、これは組み換えや削除などの点で、ゲフケン版に比べてかなり大胆な校訂が行われたものだという。ゲフケン版はJ.J.コリンズによる英訳や後述する日本語訳の際の底本になっているが、それらの訳書においても、クルフェスの研究成果は取り入れられている。

### 写本の系統
ゲフケンは校訂に当たって12あまりの写本を参照し、それをオメガ (Ω) 写本群、フィー (Φ) 写本群、プシー (Ψ) 写本群の3つの写本群にまとめ、後の写本群になるほど信頼性が落ちると評価した。現在までにゲフケンが利用していなかった写本がさらに2つ発見されているが、ゲフケンの写本群分類は踏襲されている。
写本群ごとに収録巻数には大きな違いがある。オメガ写本群は基本的に第9巻から第14巻までしか含まれていない。逆にフィー写本群とプシー写本群には第1巻から第8巻までしか含まれていない。フィーとプシーにも違いがあり、フィーは序文を含んでいる代わりに第8巻の末尾（487行目から500行目）が欠落している。他方、プシーは序文を含んでいない上に、フィーの第8巻の一部（これは現在の校訂版でも第8巻に置かれている）が最初に持ってこられている。
写本に関する成立時期や関連情報をまとめておくと以下の通りである。
|   | 略号 | 写本名                                | 成立時期   | 備考                                         |
| - | ---- | ------------------------------------- | ---------- | -------------------------------------------- |
| Ω | M    | Codex Ambrosianus E64 sup.            | 15世紀     | 1817年にマイが発見。11巻から13巻を含まない。 |
| Ω | Q    | Codex Vaticanus 1120                  | 14世紀     | 1828年にマイが発見。                         |
| Ω | V    | Codex Vaticanus 743                   | 14世紀     | 1828年にマイが発見。                         |
| Ω | H    | Codex Monacensis gr.312               | 1541年     |                                              |
| Ω | Z    | Codex Hierosolymitanus Sabaiticus 419 | 14世紀末   | ゲフケンは言及していなかった。               |
| Φ | A    | Codex Vindobonensis hist gr. XCV16    | 15世紀     | 1555年にカスティリオが利用した。             |
| Φ | P    | Codex Monacensis 351                  | 15世紀     | 1545年のベトゥレイウス版の底本となった。     |
| Φ | B    | Codex Bodoleianus Baroccianus 109     | 15世紀末葉 |                                              |
| Φ | S    | Codex Scorialensis II Σ 7             | 15世紀末葉 |                                              |
| Φ | D    | Codex Vallicellianus gr.46            | 16世紀     | ゲフケンは言及していなかった。               |
| Ψ | F    | Codex Laurentianus plut. XI 17        | 15世紀     |                                              |
| Ψ | R    | Codex Parisinus 2851                  | 15世紀末葉 | 1599年にオプソポエウスが底本とした。         |
| Ψ | L    | Codex Parisinus 2850                  | 1475年     |                                              |
| Ψ | T    | Codex Toletanus Cat 99.44             | 1500年頃   |                                              |

これらの写本によって『シビュラの託宣』の内容が全て伝わっているとは断定できない。実際、写本群に含まれていない「断片」の存在は、失われた要素があることを示唆している。そして、もう一つ問題なのは、ベトゥレイウスが使用したP写本をはじめとする多くの写本で、第3巻冒頭（96行目まで）に混乱が見られることである。多くの写本では「第2巻から」と記載されており、それらが第2巻の一部であることを示唆している。さらにプシー写本群の一部に至っては、92行目と93行目の間に断絶を設定し、そこに入るべき第2巻の末尾と第3巻冒頭が失われたことを示唆する書き込みまで存在している。
また、「断片」1から3が第3巻冒頭の内容と密接に関係していることなどから、クルフェスのように、第3巻冒頭と断片1から3で、本来は別の一巻を構成していたと推測する者もいる。コリンズも、第3巻の46行目から92行目が特定の巻の結論部分のような側面を持っていることからこの仮説に好意的だが、1行目から45行目と46行目と92行目が最初から一体のものとして存在していたのかには疑問を呈している。

## 翻訳
『シビュラの託宣』は16世紀以降、ギリシア語以外にも翻訳されるようになった。すでに述べたように、初版の翌年にはカスティリオがラテン語との対訳版を出版していたが、原文の校訂などを踏まえた学術的な翻訳の登場は、19世紀末以降のことである。
ミルトン・テリーは1890年に英語訳を出版した。これはルザックやゲフケンの校訂版よりも前に出版された英訳だが、デポール大学 (DePaul University) の准教授コリンズの主要なものに絞った書誌でも挙げられている。
1900年にはブラスが第3巻から第5巻のドイツ語訳を発表した。コリンズはこれをクルフェスの校訂版などとともに、「最重要の（英語以外の）翻訳」に分類している。
同じ頃、第3巻から第5巻については、ランチェスターとベイトによる英語訳も相次いで出版された。ランチェスターの英訳と注釈は、柴田による日本語訳（後述）でも参考になった先行研究のひとつとして挙げられている。
1951年にはすでに述べたようにクルフェスによる11巻までの校訂版が出され、ドイツ語訳も付けられていた。クルフェスはウィルソンとともに、キリスト教的部分、つまり第1巻と第2巻の抄訳と第6巻から第8巻までの全体を対象とした英訳も発表している。
限定的な翻訳ということでは、ニキプロヴェツキーが1970年に第3巻のギリシア語原文とフランス語による対訳を発表した。この文献は、多くの論者が第3巻の最初の96行分を残りの部分と分けて考えているのに対し、統一的に把握することを提示したという点で、例外的な研究書である。
以上に挙げた校訂や翻訳を元に、第1巻から第8巻、第11巻から第14巻までの英訳を提示したのがコリンズである。1983年に出版されたその英訳は、2009年に再版された。

### 日本語訳
『シビュラの託宣』のうち、第1巻から第8巻までと3つの断片については、専門家による日本語訳が存在している。教文館の『聖書外典偽典』第3巻（旧約偽典I）には、ユダヤ教色の強い第3巻から第5巻までと断片1から3の訳（訳者柴田善家）が収められている。同じく『聖書外典偽典』第6巻（新約外典I）には、キリスト教色の強い第1巻と第2巻、および第6巻から第8巻の訳（訳者佐竹明）が収められている（一部の非キリスト教的箇所は割愛）。いずれの翻訳もゲフケンの校訂版を底本としている。

## 関連年表
関連する年表を掲げる。なお、煩瑣になるのを避けるため、『シビュラの託宣』は『託宣』と略し、現在の巻数で記載する。逐一「...と推測される」などと記載することは避けたが、上で述べてきたように成立年代などには確定されていない要素が多い。本文中で記載したように、『シビュラの書』『シビュラの託宣』『ティブルティナ・シビュラ』はそれぞれ別個の作品である。
- 紀元前6世紀 - 伝説上『シビュラの書』がローマに持ち込まれたとされる。
- 紀元前140年頃 - エジプトのユダヤ人によって最初の『託宣』（第3巻）が書かれる。
- 紀元前83年 - 『シビュラの書』が焼失する。
- 紀元前12年 - 再編された『シビュラの書』がローマの神殿に奉納される。
- 80年頃 - 『託宣』第4巻が成立する。
- 130年頃 - 『託宣』第5巻が成立する。
- 2世紀中葉 - キリスト教徒たちの加筆を経て、『託宣』第1巻と第2巻が出来上がる。
- 180年代 - アンティオケイアのテオフィロスによって『託宣』の断片1から3が引用される。
- 2世紀から3世紀頃 - 『託宣』第6巻から第8巻が成立する。
- 4世紀初頭 - ラクタンティウスが『託宣』の断片4から7を引用する。
- 4世紀半ば (?) - 『ティブルティナ・シビュラ』の成立。『託宣』との直接的なつながりはない。
- 408年 - 再編された『シビュラの書』が焼失する。
- 5世紀初頭 - アウグスティヌスが『神の国』を執筆し、その第18章で『託宣』を取り上げる。
- 6世紀 - 序文をつけた全8巻の『託宣』が成立する。
- 7世紀ないし9世紀 - このころまでに『託宣』第11巻から第14巻が成立する[注釈 11]。
- 14世紀から16世紀 - 『託宣』の現存する全ての写本がこの時期に作成される。
- 1495年 - 『託宣』第8巻のアクロスティックを含む部分が出版される。
- 1545年 - 最初のギリシア語版（全8巻）が出版される。
- 1546年 - 最初のラテン語対訳版が出版される。
- 19世紀前半 - 『託宣』第11巻から第14巻の写本が発見される。
- 1852年 - ライプツィヒで第8巻までと第11巻以降を統合した版が初めて出版される。
- 1902年 - ゲフケンによる校訂版が出版される。
- 1951年 - クルフェスによる校訂版とドイツ語訳が出版される。
- 1975年から1976年 - 教文館の『聖書外典偽典』シリーズに『託宣』第1巻から第8巻までの訳が収録される（公刊された唯一の日本語訳版[注釈 12]）。

## 関連文献
- Peretti, A. (1943). La Sibilla babilonese nella propaganda ellenistica. Firenze, La Nuova Italia
  - 第3巻についての分析である[120]。
- Collins, J. J. (1974). The Sibylline Oracles of Egyptian Judaism. Missoula
  - 第3巻から第5巻に関する多角的な分析[120]。
- ロスト, レオンハルト『旧約外典偽典概説』荒井献・土岐健治（訳）（第二版）、教文館、1984年。
  - 『シビュラの託宣』についての概説を含む（pp.122-125）[注釈 13]。
- Grafton, A. (1988-06). “Higher Criticism Ancient and Modern: The Lamentable Death of Hermes and the Sibyls”. In A.C. Dionisotti, A. Grafton, and J. Kraye. The Uses of Greek and Latin. Historical Essays. Warburg Inst. and London Univ.. pp. 155–170 (アンソニー・グラフトン 著、ヒロ・ヒライ(監訳)、福西亮輔 編『テクストの擁護者たちー近代ヨーロッパにおける人文学の誕生』勁草書房、2015年。ISBN 9784326148288。第六章「ヘルメスとシビュラの奇妙な死」、pp. 303-336として日本語訳有り。)
- Parke, H.W. (1988). Sibyls and Sibylline Prophecy in Classical Antiquity. London, Routledge
- Cervelli, I. (1993). “Questioni sibilline”. Studi storici 34:  895–1001.
- Bracali, M. (1996). “Sebastiano Castellione e l'edizione dei Sibyllina Oracula”. Rinascimento 36:  319–349.
- Buitenwerf, R. (2003). Book III of the Sibylline Oracles and Its Social Setting. Leiden-Boston, Brill
- Schiano, C. (2005). Il secolo della Sibilla. Momenti della tradizione cinquecentesca degli «Oracoli Sibillini». Bari, edizioni di Pagina